# Personaggi di Detective Conan

Alcuni dei personaggi nell'anime. Da sinistra a destra, in alto, ci sono: Kazuha Toyama, Heiji Hattori, Sonoko Suzuki, Ran Mori, Kogoro Mori, Eri Kisaki e Hiroshi Agasa; in basso, sempre da sinistra a destra, vi sono: Genta Kojima, Mitsuhiko Tsuburaya, Conan Edogawa, Ai Haibara e Ayumi Yoshida.

Questa è la lista dei personaggi della serie manga e anime Detective Conan, creato da Gōshō Aoyama, nonché dei live action e dei videogiochi da esso tratti. In tale manga, compaiono anche i personaggi di un altro manga dello stesso autore, Kaito Kid.

## Personaggi principali

### Shinichi Kudo/Conan Edogawa
Shinichi Kudo (工藤 新一?, Kudō Shin'ichi) (17 anni) è il narratore e protagonista della serie. Studente-detective delle scuole superiori, innamorato della sua amica d'infanzia Ran Mori. A causa dell'APTX4869 somministratagli da Gin, viene trasformato in un bambino di 7 anni. Assume così l'identità di Conan Edogawa (江戸川 コナン?, Edogawa Conan) e si trasferisce a casa di Ran e Kogoro Mori, continuando a risolvere segretamente i casi e facendo ricadere i meriti su Kogoro. Il nome viene da Arthur Conan Doyle ed Edogawa Ranpo, entrambi noti autori di gialli. Appare sulla copertina del volume 1.

### Ran Mori
Ran Mori (毛利 蘭?, Mōri Ran) (17 anni) è la protagonista femminile della serie, amica d'infanzia di Shinichi Kudo, di cui è innamorata. Non conosce l'identità segreta di Conan, anche se ha avuto molti sospetti su di essa, sempre prontamente smentiti dallo stesso Conan con l'aiuto di Ai Haibara, del dottore Hiroshi Agasa e Heiji Hattori. Pratica il karate ed è il capitano della sua scuola. Il suo nome viene da Maurice Leblanc («Ran» e «Mōri» sono appunto la pronuncia giapponese di «Lan» e «Mauri»), scrittore francese e creatore del ladro gentiluomo Arsenio Lupin. Appare sulla copertina del volume 2.

### Kogoro Mori
Kogoro Mori (毛利 小五郎?, Mōri Kogorō) (38 anni) è il coprotagonista della serie. Detective ed ex-poliziotto che vive con la figlia, Ran Mori, avuta insieme ad Eri Kisaki, dalla quale però è attualmente separato, e Conan Edogawa, di cui non sospetta la sua vera identità. Conan lo aiuta spesso per risolvere dei casi, o fa credere che sia lui a risolverli, addormentandolo e usando la sua voce. Il suo nome deriva da Kogoro Akechi, detective protagonista dei racconti di Ranpo Edogawa. Appare sulla copertina del volume 3.

### Hiroshi Agasa
Hiroshi Agasa (阿笠 博士?, Hiroshi Agasa) (52 anni) è un inventore e vicino di casa di Shinichi Kudo. Conosce la sua vera identità e lo aiuta fornendogli le sue invenzioni. Ospita nella sua abitazione Ai Haibara, la quale è alla ricerca di un antidoto per l'APTX4869. Il suo nome è un omaggio ad Agatha Christie. Il suo cognome deriva dal nome della scrittrice britannica Agatha Christie. Infatti, il suono «th» viene reso come una «s» sorda in giapponese. Appare sulla copertina del volume 5.

### Ai Haibara
Shiho Miyano (宮野 志保?, Miyano Shiho) (18 anni) è un ex-membro dell'organizzazione, ed era conosciuta con il nome in codice di Sherry (シェリー?, Sherī); è anche la creatrice della sostanza APTX4869 che ha ringiovanito sia Shinichi Kudo che lei. Abbandona l'organizzazione quando Gin uccide sua sorella Akemi Miyano. Una volta assunta la sostanza, e cambiata la sua identità in quella della piccola Ai Haibara (灰原 哀?, Haibara Ai), viene ospitata a casa del dottor Hiroshi Agasa. Il suo nome deriva probabilmente dalla pronuncia giapponese di Sherlock Holmes, mentre il nome Ai Haibara corrisponde alla pronuncia (tanto inglese quanto giapponese) dell'iniziale «I» di V. I. Warshawski, la detective creata da Sara Paretsky; anche il cognome deriva da quello di una detective, Cordelia Gray (protagonista di alcuni romanzi di P. D. James), in quanto "hai" (灰?) significa «grigio», in inglese appunto gray. Appare sulla copertina del volume 18.

### Sonoko Suzuki
Doppiata in giapponese da Naoko Matsui, e in italiano da Laura Brambilla (ep. 6-19, 288+, film 7+ e Magic Kaito 1412), Jasmine Laurenti (ep. 33-107), Sonia Mazza (ep. 133-273 e film 1-6), Ilaria Silvestri (Detective Conan: Episode One - Il detective rimpicciolito), Laura Valastro (The Culprit Hanzawa).
Sonoko Suzuki (鈴木 園子?, Suzuki Sonoko) (17 anni, nata a Tokyo) è la migliore amica d'infanzia di Ran Mori e anche sua compagna di classe a scuola, assieme a Shinichi Kudo. La sua famiglia è molto ricca ed importante. Suo padre, Shiro Suzuki, dirige infatti il famosissimo Gruppo Suzuki.
Dal punto di vista sentimentale, la ragazza è sin dall'inizio alla ricerca del suo principe azzurro, fino a quando conosce quasi per caso Makoto Kyogoku, un abilissimo karateka suo coetaneo, il quale, durante una vacanza al mare di Izu, nella prefettura di Shizuoka, la salva appena in tempo da un maniaco omicida. Nonostante ciò, sia per la notevole distanza tra i due sia per il carattere della ragazza, Sonoko è comunque alla continua ricerca di un ragazzo, anche se a volte viene mostrata in apprensione per il suo vero fidanzato. È un'accanita fan del ladro Kaito Kid. Le piace prendere in giro Ran riguardo alla sua relazione con Shinichi, spronadola spesso a dichiararsi a lui. 
In assenza di Kogoro Mori nella risoluzione dei casi, il giovane Conan Edogawa sfrutta la ragazza per svelare i colpevoli dei vari omicidi ai quali i personaggi vanno incontro. Ugualmente al famoso detective, però, nonostante Sonoko non si ricordi di quando risolve il caso, ne accetta la fama che ne deriva. Per questo motivo cerca più volte di risolvere dei casi anche quando non viene addormentata da Conan, ma con risultati alquanto scarsi. Ha l'abitudine, quando si vergogna, di nascondersi dietro a Ran sussurandole cosa dire al suo posto.
Ha una sorella maggiore chiamata Ayako Suzuki.
Fa la sua prima apparizione nel volume 5, file 1 del manga e nell'episodio 6 dell'anime.

### Giovani Detective
La Shōnen Tanteidan (少年探偵団?), letteralmente "Squadra dei ragazzi detective", tradotto nel manga come "Giovani Detective" o "Detective Boys" (quest'ultima si trova sulle loro spille anche nella versione originale) e nell'anime come "Giovani Detective" o "Squadra dei Giovani Detective", è un gruppo di bambini, di cui fanno parte Conan, Ai e tre compagni di scuola: Ayumi Yoshida, Genta Kojima e Mitsuhiko Tsuburaya.
Nel manga il gruppo nasce dopo che Conan e gli altri tre si sono già trovati coinvolti in due casi (volume 2, file 8-10, che è la loro prima comparsa, e volume 4, file 7-10), quando il dottor Agasa crea per loro delle spille con incorporata una ricetrasmittente con portata di 20 metri e il nome "Detective Boys" scritto sopra (volume 6, file 6). Nell'anime, i tre bambini appaiono già nell'episodio 1, e utilizzano il nome del gruppo già nell'episodio 4, tratto dal loro secondo caso del manga, mentre le spille appaiono per la prima volta nell'episodio 12 (13 secondo la numerazione italiana), che corrisponde ai file da 1 a 3 del volume 9. Il caso del volume 2 e quello del volume 6 si trovano più avanti, rispettivamente negli episodi 20 (21 secondo la numerazione italiana) e 15 (16).

#### Ayumi Yoshida
Doppiata in giapponese da Yukiko Iwai, e in italiano da Federica Valenti (ep. 1-383 e film 1-6), Patrizia Scianca (ep. 389+, film 7+ e ridoppiaggio Episode One), Sabrina Bonfitto (Episode One, 1° doppiaggio), Sofia Elfriede Bocchiola (The Culprit Hanzawa) .
Ayumi Yoshida (吉田 歩美?, Yoshida Ayumi) (7 anni): unica ragazza del gruppo dei Detective Boys, almeno sino all'arrivo di Ai Haibara. È nella stessa classe degli altri suoi amici, ed ha un'evidente cotta per Conan, nonostante non sappia la sua vera identità, e pare non notare affatto le particolari attenzioni che le rivolgono Genta e Mitsuhiko. Ayumi è l'unica del gruppo che riesce ad instaurare un rapporto sincero con la giovane Ai, tanto che, dopo che si è accorta che Ai viene chiamata di solito per cognome, diventa l'unica a poterla chiamare per nome, diversamente da Genta e Mitsuhiko. Si spaventa facilmente e spesso viene presa in ostaggio dai malviventi, essendo fisicamente la più piccola del gruppo. Quando è con Conan, invece, acquista maggiore sicurezza ed è sempre alla ricerca di nuovi casi. Prova una particolare simpatia per Ai, che vorrebbe che diventi sua amica, ma colpita dalla sua riservatezza molte volte la evita. Ayumi è molto carina, educata e sincera. Appare sulla copertina del volume 6.
All'inizio della storia è proprio Ayumi a voler diventare amica di Conan, anche se questo all'inizio non mostra molto interesse. Ayumi ha un carattere più aperto rispetto agli altri, è vivace ma anche paurosa. La sua grande dolcezza e generosità colpisce particolarmente Ai, verso la quale prova grande rispetto e ammirazione profonda. Ayumi spesso si fida troppo del suo istinto ingenuo di bimba che la porta a finire nei guai, dai quali esce fuori solo grazie agli sforzi di Conan. È piuttosto graziosa e carina, il che la porta ad avere diversi ammiratori. Ayumi, nonostante l'aspetto fragile, sa anche far emergere un lato deciso quando si tratta di difendere o aiutare chi ama.
Il suo nome deriva dal nome della scrittrice giapponese Ayumi Kitagawa.

#### Genta Kojima
Doppiato in giapponese da Wataru Takagi, e in italiano da Nicola Bartolini Carrassi (ep. 1-130), Luca Bottale (ep. 133+, film ed Episode One), Tommaso Novara (The Culprit Hanzawa).
Genta Kojima (小嶋 元太?, Kojima Genta, nel doppiaggio italiano dell'anime il nome è pronunciato erroneamente con la "G dolce", come quella della parola "gioco", mentre la pronuncia corretta è con la "G dura", come quella della parola "gatto") (7 anni): autoproclamatosi leader del gruppo, non ricopre mai una parte importante nei casi con i suoi amici. Ha una cotta evidente per Ayumi e spesso si scontra con Conan, poiché la ragazzina ha occhi solo per lui. Cerca di mostrarsi sempre coraggioso e audace, ma nel pericolo lascia sempre che sia Conan a risolvere la situazione. È estremamente goloso, pigro e tonto, difatti ipotizza cose senza senso e molto legate al cibo, ma è sempre pronto ad aiutare gli amici in difficoltà e a risolvere i casi. Come gli altri membri del gruppo, ha il difetto di volersi prendere il merito, nonostante sia sempre Conan a risolvere i casi che vengono proposti loro, e di accusarlo di prendersi sempre il merito, cosa non vera. Genta è di corporatura molto grossa, ed il suo cibo preferito sono le anguille. Appare sulla copertina del volume 9.

#### Mitsuhiko Tsuburaya
Doppiato in giapponese da Ikue Ōtani, Ai Orikasa (ep. 425-436 e film 10), e in italiano da Cinzia Massironi (ep. 1-21, 38-51, 133+, film ed Episode One), Daniela Fava (ep. 27-37, 61-130 e solo una frase dell'ep. 146), Pietro Novara (The Culprit Hanzawa).
Mitsuhiko Tsuburaya (円谷 光彦?, Tsuburaya Mitsuhiko) (7 anni): unico tra i tre bambini ad essere capace di ragionamenti validi, anche se a livello infantile. Genta è il suo migliore amico, nonché rivale d'amore per il cuore di Ayumi. Spesso lo prende in giro, per finire poi minacciato dalla stazza dell'amico. Appare sulla copertina del volume 12.
Anche se ha una cotta per Ayumi, nel corso della trama questo sentimento si attenua in favore di Ai, molto colpito non solo dalla sua bellezza, ma anche dalla sua maturità e intelligenza, frutto di dieci anni in più di crescita intellettuale, cosa di cui ovviamente lui non è al corrente. Sospetta invece che fra lei e Conan ci sia qualcosa, nonostante Ai abbia smentito questo fatto. Ha parlato dei suoi sentimenti per la bambina anche a Conan, che gli ha consigliato di lasciar perdere perché non è alla sua portata, probabilmente indotto in tale consiglio dal fatto che Ai sia sotto falsa identità. Nel quinto film, quindi una storia non scritta da Gōshō Aoyama, ne parla anche a Ran, che ha suggerito di rimanerle amico, dal momento che di queste cose non ha ancora molta esperienza.
Nutre ammirazione per Conan, riconoscendolo come una delle persone più intelligenti che abbia mai conosciuto. Di per sé molto intelligente, ha imparato molto grazie a Conan. Tuttavia, gli capita di essere geloso di lui quando Ayumi mostra attrazione per quest'ultimo. 
Il suo nome deriva dal detective Mitsuhiko Asami, creato da Yasuo Uchida. Anche il nome di sua sorella maggiore, Asami Tsuburaya, è un riferimento a tale personaggio.

## Personaggi secondari

### Heiji Hattori
Heiji Hattori (服部 平次?, Hattori Heiji) (17 anni) è un detective rivale di Shinichi che risiede ad Osaka. Dopo aver sfidato il protagonista una prima volta, alla sua seconda comparsa scopre la sua vera identità. Da allora si sviluppa tra i due una profonda intesa e amicizia e collaborano spesso nella risoluzione dei casi. È innamorato fin da piccolo di Kazuha. Suo padre è Heizo Hattori, il capo della polizia della prefettura di Osaka. Il personaggio deriva da uno "H. Hattori" menzionato nel capitolo 246 di Yaiba, altro manga dello stesso autore, come conferma la citazione in Detective Conan del personaggio di Soshi Okita, avversario di Heiji nel kendō in passato. Il suo nome deriva dal poliziotto letterario giapponese Heiji Zenigata, mentre il cognome è quello dell'ispettore Hattori del telefilm Tantei monogatari. Appare sulla copertina del volume 10.

### Kazuha Toyama
Doppiata in giapponese da Yūko Miyamura, Rei Sakuma (da bambina nel film 7), e in italiano da Deborah Morese (ep. 124-125), Elisabetta Spinelli (ep. 151-179, 282+ e film 7+), Patrizia Salmoiraghi (ep. 204-259 e film 3), Renata Bertolas (da bambina nel film 7).
Kazuha Toyama (遠山 和葉?, Tōyama Kazuha) (17 anni) è uno dei personaggi della città di Osaka, e amica d'infanzia di Heiji Hattori, di cui è innamorata. Grazie all'amicizia tra Shinichi e Heiji, è potuta diventare una grande amica di Ran Mori. Come lei è molto romantica e si spaventa con facilità. Suo padre è il capo della polizia criminale di Osaka, Ginshiro Toyama, mentre non si conosce ancora l'identità di sua madre. Ha i capelli marroni e occhi verdi e porta sempre il codino. Come Ran, è portata per le arti marziali; infatti pratica l'aikidō. Compare per la prima volta nel volume 19 (file 5; episodio 118 dell'anime, 124 secondo la numerazione italiana) quando vuole conoscere "Kudo" perché crede che sia il cognome della nuova fidanzata di Heiji, rivelandosi molto gelosa. Da piccoli lei e Heiji rimasero per sbaglio legati con delle manette del padre di lui, e da allora entrambi portano come portafortuna un anello della catena che li legava. Molto più avanti nella storia, quando apprende che Shinichi si è dichiarato a Ran, decide di dichiararsi a Heiji ma quando lo fa non si accorge che lui è già scappato lasciandola parlare al vento. Quando Heiji ammette il suo amore per lei gridando "Che cosa stai facendo alla mia Kazuha?" a un uomo che pare volerla rapire sul ponte delle coppiette di Osaka, lei lo sente e gliene parla più volte, ma lui cerca di negare di aver pronunciato quella frase.
Alla fine del settimo film, quindi una storia non scritta da Gōshō Aoyama, si viene a scoprire che è lei la bambina che giocava con la palla sotto l'albero di ciliegio, il primo amore di Heiji Hattori. Non ha mai incontrato alcun personaggio collegato alla trama principale, ad eccezione di Masumi Sera. Appare sulla copertina del volume 19.

### Eri Kisaki
Doppiata in giapponese da Gara Takashima, e in italiano da Patrizia Scianca (ep. 33-121), Marina Thovez (ep. 214-215 e film 2-4), Alessandra Karpoff (ep. 286+, film 8+ ed Episode One).
Eri Kisaki (妃 英理?, Kisaki Eri) (37/38 anni) è un'avvocatessa di successo soprannominata "Queen of Lawyers" ("Regina degli avvocati" in inglese, collegato anche all'ideogramma kisaki (妃?) che significa "regina"); è anche la madre di Ran Mori ed è separata dal marito Kogoro Mori. Dopo la separazione dal marito, si è dedicata completamente al suo lavoro, che l'ha portata ai massimi vertici. È anche amica d'infanzia della madre di Shinichi Kudo, Yukiko Fujimine. Il suo nome viene dallo pseudonimo Ellery Queen (kisaki significa "regina", cioè queen). Appare sulla copertina del volume 11.
Ha un temperamento forte e deciso, che l'ha aiutata ad arrivare al vertice nel suo lavoro. Mostra un carattere simile anche contro Kogoro, durante i casi che li vedono entrambi protagonisti. Del suo carattere si ricorda molto bene Shinichi, in quanto, come si apprende alla prima comparsa di Eri, da piccolo veniva sgridato spesso da lei per le situazioni pericolose nelle quali portava Ran mentre giocavano assieme.
Non si conosce la vera ragione della separazione tra lei ed il famoso detective Kogoro Mori, anche se gli animatori della serie (e non l'autore del manga Gōshō Aoyama) hanno provato a dare alcune motivazioni, come nel secondo film, e nel quarto, nei quali si vedono Kogoro ed Eri, quando Ran era ancora una bambina, che litigavano spesso e che perciò si separarono per incompatibilità di carattere. I due vivono separati, ma non sono divorziati formalmente. Quando Kogoro si trova con Eri mostra insolitamente buone capacità come detective e lei sa che lui ne è ancora innamorato, ma non si sente pronta a tornare a vivere insieme. Riguardo a come si sono conosciuti, si sa che erano amici d'infanzia anche se litigavano spesso tra loro. Quando Eri ha partecipato ad un concorso di bellezza, Kogoro l'ha votata credendo che miss fosse un'abbreviazione dell'inglese mistake ("errore"), e che quindi dovesse votare la più pasticciona, altrimenti avrebbe votato Yukiko Fujimine. Dichiarando questo quando sono adulti, Kogoro fa allontanare Eri da lui ancora una volta. Da notare che ha un gatto blu di Russia che ha chiamato proprio Goro (ゴロ?), che compare per la prima volta nel file 7 del volume 51 (episodio 445 dell'anime, 484 secondo la numerazione italiana; nell'anime appare prima nel decimo film).
Eri sa della grande intelligenza di Conan Edogawa, ma non ha mai pensato ad un collegamento con Shinichi Kudo, nonostante l'avvocato sia amica d'infanzia di Yukiko Fujimine. È stata sua rivale in un concorso di bellezza al liceo Teitan.
Sua figlia Ran e Kogoro evitano sempre di mangiare quello che lei cucina; è una pessima cuoca e i conoscenti si inventano scuse per non mangiare i suoi piatti. Si sa che il suo compleanno è il 10 ottobre.
Nel volume 11 (file 5) e nell'episodio 32 dell'anime (33 secondo la numerazione italiana) si ha la sua prima apparizione: è lei la misteriosa persona che Ran deve incontrare in un bar. Conan non la riconosce e crede che Ran abbia un incontro amoroso.
Nell'anime, e non nel manga, sono presenti dei casi ambientati totalmente in tribunale, nella quale Eri diventa quasi una coprotagonista, assieme a Kogoro, che viene guidato segretamente ed inconsapevolmente da Conan. La sua rivale in tribunale è il famoso pubblico ministero Reiko Kujo.

### Yusaku Kudo
Doppiato in giapponese da Hideyuki Tanaka, e in italiano da Giorgio Bonino (ep. 44-102 e film 6), Diego Sabre (ep. 154-174), Sergio Romanò (ep. 452-537), Paolo Sesana (ep. 672), Luca Bottale (ep. 742-743), Patrizio Prata (Episode One).
Yusaku Kudo (工藤 優作?, Kudō Yūsaku), chiamato erroneamente Yasuke Kudo nell'adattamento italiano dell'episodio 286 (308 secondo la numerazione italiana) (38 anni), è il padre di Shinichi, ed è a conoscenza della sua trasformazione in Conan. È un famoso scrittore ed autore dei romanzi gialli riguardanti il personaggio Night Baron ("Barone della Notte"). Si è sposato con la giovane attrice Yukiko Fujimine, inducendola ad abbandonare precocemente la carriera cinematografica dopo la nascita del figlio Shinichi. Dopo aver vissuto in Giappone fino a pochi anni dopo la nascita di Shinichi, decise di trasferirsi insieme a sua moglie in America, dove attualmente i due vivono soli, precisamente a Los Angeles; lì lui continua con il suo lavoro di scrittore, sempre in ritardo con le consegne editoriali. Molto raramente torna in patria per far visita al figlio. Appare sulla copertina del volume 22.
Ha eccellenti capacità deduttive ed in passato ha spesso aiutato l'ispettore Megure a risolvere casi molto complicati; è stato anche il rivale di Toichi Kuroba, l'originale Kaito Kid, e fu lui a dargli il nome di "Kid" leggendo così per sbaglio il numero "1412" con cui veniva identificato. Le sue capacità sono forse addirittura superiori a quelle di Shinichi, dato che ogni qual volta vede il figlio risolvere un caso con ironia gli dice: "Come mai ci hai messo tanto?!".
Le comparse di Yusaku Kudo nel manga sono molto rare. Nelle occasioni in cui contribuisce a risolvere un caso accompagnato dalla moglie vengono generalmente ripresi crimini e personaggi narrati nei suoi libri. Tuttavia la più importante apparizione di Yusaku è estranea ai suoi romanzi: alla sua prima apparizione, fra il volume 5 (file 10-11) ed il volume 6 (file 1) e nell'episodio 43 dell'anime (44 secondo la numerazione italiana), dopo aver inscenato un finto rapimento di Conan con la collaborazione della moglie e del professor Agasa, che gli ha raccontato della trasformazione di Shinichi, per mettere in guardia il figlio dal pericolo rappresentato dall'organizzazione, promette a Shinichi che contatterà alcune sue amicizie nell'Interpol per cercare notizie sui criminali che lo hanno reso bambino.
Nei file da 1 a 4 del volume 85 (episodi 781-783 dell'anime) si ha il suo primo coinvolgimento diretto nella lotta contro l'organizzazione. Infatti Yusaku viene coinvolto nel piano di Shuichi Akai e Conan, che permette di far credere a Tooru Amuro, cioè Bourbon, che Subaru Okiya non sia Shuichi Akai: Yukiko traveste Yusaku da Okiya e l'uomo ha un faccia a faccia con Amuro, che gli rivela come ha scoperto che Akai è vivo, mentre la moglie appare in televisione travestita per sostituire Yusaku a una premiazione per una sceneggiatura, e Akai comunica per telefono con Amuro. In seguito lui e sua moglie hanno deciso di rimanere in Giappone dopo aver scoperto che il capo dell'organizzazione che ha rimpicciolito Shinichi è Renya Karasuma, l'uomo più potente della nazione e creduto da tutti deceduto.
Nel ventisettesimo film si scopre che è il fratello gemello minore di Toichi Kuroba. Siccome i loro genitori divorziarono quando erano piccoli, la madre prese Yusaku con sé usando il suo cognome da nubile, mentre Toichi andò a vivere con il padre mantenendo il loro vero cognome.

### Yukiko Fujimine
Doppiata in giapponese da Sumi Shimamoto, e in italiano da Patrizia Scianca (ep. 44), Loredana Nicosia (ep. 100-102), Donatella Fanfani (ep. 154-155), Maddalena Vadacca (ep. 308-537, 755+), Sumi Shimamoto (audio originale, solo alcune scene dell'ep. 308), Mariagrazia Errigo (ep. 672), Chiara Francese (Episode One).
Yukiko Kudo (工藤 有希子?, Kudō Yukiko), nome da nubile Yukiko Fujimine (藤峰 有希子?, Fujimine Yūkiko) (37 anni) è la madre di Shinichi Kudo e la moglie di Yusaku Kudo, anche lei a conoscenza dell'identità di Conan. Appare sulla copertina del volume 14.
Yukiko Fujimine era una famosa e talentuosa attrice giapponese e aveva lavorato anche all'estero con attrici del calibro di Sharon Vineyard, sua amica con la quale ha frequentato la scuola di travestimento di Toichi Kuroba. Dopo il matrimonio ha però interrotto la carriera, dedicandosi alla famiglia e al figlio, che chiama ancora, "Shin-chan" (il suffisso chan è utilizzato sia per riferirsi a donne, sia per rivolgersi a bambini piccoli), nonostante Shinichi abbia ormai diciassette anni. Attualmente abita negli Stati Uniti, a Los Angeles, con Yusaku, lontana dalla fastidiosa notorietà del Giappone. Fa, tuttavia, saltuariamente visita al figlio in patria.
Grazie ai romanzi gialli di suo marito Yusaku Kudo, lei è andata ad un programma televisivo e ha svelato la soluzione di un caso poliziesco, ottenendo il soprannome di Night Baroness ("Baronessa della Notte"), il femminile del personaggio principale dei romanzi del marito.
Yukiko è sempre affettuosa con il figlio, allegra e solare e prende con tranquillità e divertimento qualsiasi cosa non curandosi dei pericoli. Un altro aspetto della sua personalità è l'egocentrismo: le piace essere al centro dell'attenzione, per esempio quando rivela platealmente le soluzioni dei casi risolti dal figlio, sia nel flaskback di New York che nel caso in cui si apprende del concorso di bellezza del liceo. Ai dice a Conan di aver preso dalla madre "la voglia di farti vedere, la fiducia in te stesso, l'abilità nella recitazione con il modulatore vocale, nonché, quando ti arrabbi, lo sprezzo del pericolo e il buttarti nelle cose senza pensare alle conseguenze". Nel caso di New York si apprende invece che Yukiko guida una Jaguar ed è sprezzante del pericolo anche in strada. È sin dall'infanzia amica di Eri Kisaki e, essendo considerata una delle più belle del liceo Teitan quando era già un'attrice esordiente, partecipò ad un concorso di bellezza in cui aveva come rivale l'amica.
Fa la sua prima apparizione nello stesso caso di Yusaku, quando insieme a lui ed al professor Agasa simula il rapimento del figlio da parte dell'organizzazione nera, per renderlo consapevole dei rischi che corre a dare la caccia a coloro che lo hanno reso bambino. Yukiko si traveste da un'ipotetica madre di Conan per chiedere a Kogoro di continuare ad ospitarlo. In seguito l'intervento di Yukiko si dimostra decisivo per salvaguardare la vera identità di Conan, che stava per essere scoperta da Ran e subito dopo madre e figlio rimangono coinvolti in un caso, risolto grazie all'intervento decisivo di Yusaku. Dopo un'altra apparizione in coppia dei signori Kudo, Yukiko inizia a recitare un ruolo di maggior importanza nell'economia della trama principale del manga. È infatti lei che, durante il caso denominato Golden Apple, ovvero il flashback ambientato a New York, permette l'incontro tra Ran, Shinichi e Sharon Vineyard, ovvero il membro dell'organizzazione Vermouth. È decisivo anche il suo apporto nella riuscita del piano di Conan durante il caso in cui si svela l'identità di Vermouth e di Jodie. Poco prima appare nei due casi già citati: quello in cui è contenuto anche il flashback riguardante il concorso di bellezza e l'inizio di quello successivo, in cui suggerisce a Conan che, secondo lei, Ai è innamorata di lui (il parere materno sarà però tenuto in scarsa considerazione dal figlio) e la stessa Ai dice a Conan gli aspetti del suo carattere presi dalla madre. Successivamente Yukiko apparirà in due flashback, nei quali ci sono mostrati alcuni personaggi da giovani. Compare anche nel caso di Londra assieme al marito. Torna in scena nel caso del Mystery Train, nel quale è in cabina con Subaru Okiya travestita in modo da non farsi riconoscere, e avverte Conan della presenza dell'organizzazione a bordo del treno. La si ritrova a sussurrare qualcosa al sosia di Akai e poi a chiamandolo Sharon, facendo intendere dunque che si tratti in realtà della vecchia amica Sharon Vineyard ovvero Vermouth. Yukiko svela la propria identità e le fa capire che sa che lei fingeva di essere più vecchia, che sta nascondendo al resto dell'organizzazione il rimpicciolimento di Conan e Ai e che aveva ordinato un software all'ingegner Itakura, conosciuto sia da Yukiko che da Vermouth in quanto lavorava per gli effetti speciali cinematografici. Yukiko afferma che la sua "squadra" è un passo avanti e la informa che Masumi Sera, la sorella di Shuichi Akai che poco prima Vermouth aveva stordito in corridoio, è già stata portata in salvo e messa al sicuro. Il piano di Yukiko, secondo quanto intuito da Vermouth, era prendere le sembianze di Shiho e fingersi morta davanti agli occhi dell'organizzazione. In realtà il compito di Yukiko è quello di trattenere Vermouth nella sua cabina per poter lasciare campo libero a Conan e Kaito Kid. Dopo questo caso, è di nuovo coinvolta nella lotta contro l'organizzazione nel caso in cui viene chiarita la finta morte di Shuichi Akai: secondo il piano di Conan, per sventare il piano di Tooru Amuro (Bourbon), che intende catturare Shuichi Akai quando è travestito da Subaru Okiya, Yusaku prende le sembianze di Subaru e affronta Amuro, parlando anche con Akai al telefono davanti a lui, mentre Yukiko vola alla cerimonia dei "Macademy Awards" mettendosi nei panni del marito e ritirando il premio al suo posto. Amuro non scopre quindi che Akai è Okiya, e Yukiko lo aiuta a ritravestirsi in presenza di Conan, Jodie e Camel: era stata lei a creare il travestimento di Akai fin dall'inizio. Mentre è travestita dal marito, afferma che "sua moglie" ha perso la testa per un agente dell'FBI a cui lui si è ispirato per scrivere una sceneggiatura.
Gōshō Aoyama ha preso spunto da Fujiko Mine, uno dei personaggi principali della serie manga e anime Lupin III creata da Monkey Punch, per la figura di Yukiko Fujimine, così come per quella di Vermouth. Nella guida pubblicata nello Shōnen Sunday del file 865 (file 4 del volume 82) e in fondo al volume 83, Aoyama afferma che Yukiko è il lato buono di Fujiko Mine, mentre Vermouth il lato cattivo. Inoltre, Yukiko ha la sua stessa pettinatura e il suo nome è un anagramma approssimativo di Fujiko Mine, mentre il nome di battesimo in sé potrebbe derivare da quello di Yukiko Nikaido, doppiatrice di Fujiko nella prima serie di Lupin III.

### Kaito Kid
Kaito Kid (怪盗キッド?, Kaitō Kiddo, lett. "Kid il ladro misterioso") (17 anni), chiamato nella versione italiana dell'anime Furto Kid, Kid il ladro e Ladro Kid, è un abilissimo ladro gentiluomo; è soprannominato anche "1412", da cui deriva il nome "Kid" perché il numero fu letto così da Yusaku Kudo, quando era ancora riferito a Toichi Kuroba, il primo a vestire i panni di Kaito Kid. Considera Conan il suo rivale, dato che quest'ultimo non si maschera dietro Kogoro nei casi in cui è coinvolto Kid. Il ragazzo riesce sempre a comprendere i suoi piani, ma mai a catturarlo. Sonoko è una sua ammiratrice, mentre Jirokichi Suzuki diventa un altro suo rivale, visto che lo sfida a rubare i suoi oggetti. Essendo originariamente un personaggio del manga Kaito Kid, in Detective Conan si apprende poco sulla sua vera identità e sulla sua storia. Viene coinvolto in prima persona nella lotta contro l'organizzazione solo durante il caso del Mystery Train.

### Tomoaki Araide
Doppiato in giapponese da Hideyuki Hori, e in italiano da Marcello Cortese (ep. 181-182, 272-273), Claudio Ridolfo (ep. 206, 364, 392-466), Pino Pirovano (ep. 249-250), Giorgio Bonino (ep. 296, 371-374), Gabriele Marchingiglio (ep. 605).
Tomoaki Araide (新出 智明?, Araide Tomoaki) (25 anni) è il medico del Liceo Teitan, e perciò anche di Ran Mori e Sonoko Suzuki. Nel doppiaggio italiano, a partire dall'episodio 245 (226 secondo la numerazione originale), il cognome del personaggio è pronunciato erroneamente Arade, e a partire dall'episodio 364 (339 secondo la numerazione originale) il cognome del personaggio è stato erroneamente cambiato in Niide; è stato chiamato di nuovo "Araide" nell'episodio 605 (554 secondo la numerazione originale). È il figlio del medico curante di Kogoro Mori ed esercita la sua professione anche nella scuola di Conan e degli altri Detective Boys. Appare sulla copertina del volume 24.
Compare per la prima volta nel volume 24 (file 3-6; episodi 170-171 dell'anime, 181-182 secondo la numerazione italiana), dove rimane coinvolto nell'omicidio del padre Yoshiteru, avvenuto durante una visita di Kogoro in casa loro. Dopo la sua prima apparizione, viene coinvolto in altri casi con presente Kogoro o Conan, oppure appare nelle vesti di medico della scuola. È proprio nel primo tipo di caso che Araide comincia ad entrare nella lista delle possibili persone di cui Vermouth abbia preso il posto per seguire da vicino Ai Haibara, ritenuta da lei poter essere Sherry rimpicciolita a causa dell'APTX4869.
Nel volume 42 si scopre, tramite l'intervento di Jodie Starling, che sotto i panni del dottor Araide si nasconde in realtà Vermouth, ed il vero Tomoaki Araide è invece sotto la protezione dell'FBI.
Araide ricompare dal volume 44 dove si viene a sapere che l'FBI gli ha consentito di tornare ad avere la sua identità e svolgere le sue mansioni in quanto il pericolo è ormai scongiurato. Durante una telefonata fa notare a Jodie come gli sembri strano che la persona che lo aveva sostituito fosse malvagia, in quanto i pazienti erano contenti di ciò che lei aveva fatto con le sue sembianze, ma questa lo rimprovera aspramente.

### Jirokichi Suzuki
Doppiato in giapponese da Ichirō Nagai (ep. 356-725 e film 14), Kōsei Tomita (ep. 746-984, film 19 e Magic Kaito 1412), Masaharu Sato (The Culprit Hanzawa e dall'episodio 1105 in poi), e in italiano da Paolo Sesana, Danilo Bruni (The Culprit Hanzawa).
Jirokichi Suzuki (鈴木 次郎吉?, Suzuki Jirōkichi) (72 anni) è il cugino maggiore del padre di Sonoko, anche se viene chiamato zio da quest'ultima. È un viaggiatore e cacciatore di gloria, in ottima forma nonostante l'età, e sta preparando un film sulla sua biografia. È consigliere generale del gruppo finanziario Suzuki. Da quando Kaito Kid ha oscurato una sua impresa comparendo in prima pagina al suo posto, sfida Kid in continuazione e tenta in ogni modo di farlo arrestare per aumentare la sua fama, invententandosi sempre trucchi particolari per rendere difficile al ladro di compiere il furto. Anche se vuole acciuffarlo da sé, accetta di collaborare con la polizia e rispetta Conan come avversario di Kid, tanto da invitarlo spesso nei luoghi in cui il mago dovrebbe apparire. Dopo la sua prima apparizione (volume 44, file 7-10; episodio 356 dell'anime, 386-387 secondo la numerazione italiana), non compare nel caso con Kaito Kid immediatamente successivo, ma dopo di esso compare ogni volta che compare il ladro. Ha un cane di nome Lupin (ルパン?, Rupan), che compare già nel primo caso con Jirokichi. Nel quattordicesimo film si scopre che, dieci anni prima, aveva dato una mano alla polizia metropolitana di Tokyo per schiacciare l'organizzazione del "Gatto Siamese Rosso", che bersagliava gruppi finanziari attraverso il terrorismo. Appare sulla copertina del volume 61.

### Eisuke Hondo
Doppiato in giapponese da Junko Noda, e in italiano da Renato Novara, Patrizia Scianca (da bambino).
Eisuke Hondo (本堂 瑛祐?, Hondō Eisuke) è un ragazzo che, una volta trasferitosi a Tokyo, finisce nella stessa classe di Ran Mori e Sonoko Suzuki nel volume 49 (file 8-10; episodi 429-430 dell'anime, 467-468 secondo la numerazione italiana, anche se viene citato nel capitolo e nell'episodio precedente), subito dopo il caso del primo scontro tra FBI e l'organizzazione nera in cui compare per la prima volta Rena Mizunashi. Grazie ai suoi modi di fare molto simili a quelli di quest'ultima, riesce ad attirare l'attenzione sospettosa di Conan. Eisuke appare imbranato e impacciato, anche se poi dimostrerà di essere una persona molto sveglia, e vuole assistere alle indagini di Kogoro Mori. Appare sulla copertina del volume 49.
Eisuke vuole parlare sempre di Rena Mizunashi davanti a Kogoro e Conan. È lui a portare Kogoro a risolvere un caso nel luogo in cui si trova il bambino che ha visto l'incidente di Rena. Con il passare dei capitoli si scopre che Eisuke è alla ricerca di sua sorella Hidemi, molto somigliante a Rena, cosa che lo porterà ad esporsi a grandi pericoli.
Nei volumi 57-58, aiutato da Conan, Ran e Sonoko, scopre che Rena Mizunashi non sarebbe sua sorella perché è di gruppo sanguigno AB, in quanto un video registrato da un suo fan mostra uno dei suoi primi servizi da giornalista, in cui sta parlando al microfono davanti ad una fabbrica esplosa e si offre per donare sangue di gruppo AB interrompendo il servizio giornalistico, nonostante lei stessa era stata ferita. Eisuke crede di essere di gruppo sanguigno 0, che può ricevere sangue solo dello stesso gruppo, e la sorella gli aveva donato sangue. Il gruppo 0 di Eisuke è confermato da un certificato trovato nella casa dove lavorava la madre, in cui si reca anche Kogoro per risolvere un caso.
Nel volume 58, dopo aver cercato sua sorella nell'Ospedale Centrale di Haido pensando che potesse essere in un ospedale, scopre che Rena Mizunashi è sua sorella e che non è in coma, facendo finta di ucciderla con un paio di forbici in modo da costringerla a far vedere di essere sveglia. Conan scopre che lui è diventato del gruppo AB grazie ad un trapianto di midollo ricevuto proprio dalla sorella, dato che da piccolo ha avuto una leucemia.
Durante la sua ultima apparizione, Eisuke confessa a Conan di voler dichiarare il suo amore a Ran, così poi da chiederle di partire assieme a lui per l'America, ma viene fortemente consigliato dal giovane a non farle questa proposta. Osservando la reazione del piccolo detective Eisuke ha la conferma di ciò che sospettava da tempo: Conan è Shinichi. Giura però di non rivelare nulla del suo segreto. Così parte per l'America intenzionato a diventare un membro della CIA, come suo padre e sua sorella, rifiutando di entrare nel programma di protezione dei testimoni dell'FBI.
Il cognome di Eisuke deriva da Bondo (ボンド?), pronuncia giapponese del cognome di James Bond (la sillaba "bo" si forma infatti aggiungendo il segno detto dakuten alla sillaba "ho"), mentre il nome è lo stesso dello scrittore di gialli Eisuke Kaito (海渡 英祐?, Kaito Eisuke).

### Sumiko Kobayashi
Doppiata in giapponese da Yūko Katō, e in italiano da Marcella Silvestri (ep. 118), Stella Bevilacqua (ep. 136), Loredana Nicosia (ep. 150), Renata Bertolas (ep. 261), Paola Della Pasqua (ep. 465), Lorella De Luca (ep. 473+, da bambina nell'ep. 622), Beatrice Caggiula (da bambina negli ep. 619-620).
Sumiko Kobayashi (小林 澄子?, Kobayashi Sumiko) (26 anni) è la nuova maestra della classe delle elementari di Conan, Ai, Ayumi, Genta e Mitsuhiko, assunta dopo che la precedente insegnante Toya ("Totani" nella versione giapponese dell'anime, omesso invece in quella italiana) si è sposata e ha lasciato il lavoro. Compare per la prima volta nel volume 16 (file 4-5; episodio 112 dell'anime, 118 secondo la numerazione italiana). Appare sulla copertina del volume 50.
Inizialmente si dimostra una maestra molto severa, ma alla fine del primo caso in cui compare si scopre che lo faceva perché ha al contrario un carattere molto gentile, che non le permetteva di tenere a bada i bambini nella scuola in cui si trovava prima. In seguito si rivela molto interessata all'attività dei Detective Boys, essendo anche un'appassionata lettrice dei gialli di Ranpo Edogawa. Chiede di entrare a far parte dei Detective Boys e si nomina da sola "maestra addetta ai detective", cosa che a loro non piace affatto.
Di solito è vestita in modo molto professionale, ma quando non lo è si rivela più femminile e assomiglia molto all'agente Miwako Sato, cosa che viene notata per la prima volta da Ayumi e che poi diventa fondamentale, trasformando la maestra in un personaggio molto più importante: infatti l'ispettore Ninzaburo Shiratori si innamora di lei, riconoscendola nella bambina che da piccolo ha aiutato a fermare dei ladri in biblioteca e che gli aveva regalato un bicchiere con intorno un nastrino di carta a forma di fiore di ciliegio, mentre prima credeva che questa bambina fosse l'agente Sato. La maestra inizialmente lo evita affermando che forse la bambina era proprio Sato, dopo essere stata alla centrale di polizia vedendo che le somiglia molto e sentendo dire che piaceva a Shiratori, ma poi lui si dichiara e lei lo riconosce.

### Subaru Okiya
Doppiato in giapponese da Ryōtarō Okiayu, e in italiano da Lorenzo Scattorin.
Subaru Okiya (沖矢 昴?, Okiya Subaru) (27 anni) è uno studente di ingegneria alla facoltà dell'università di Toto e fan di Sherlock Holmes. Appare per la prima volta (volume 60, file 3-5; episodi 509-510 dell'anime, 556-557 secondo la numerazione italiana) come uno dei tre sospettati per aver appiccato un incendio nella palazzina dove abita ma, grazie a Conan, si capisce che non è lui il colpevole. Dato che l'appartamento in cui viveva è bruciato, Conan lo invita ad andare ad abitare a casa sua, ovvero quella di Shinichi rimasta vuota, nonostante Ai Haibara provi quando lo incontra la strana sensazione che prova incontrando i membri dell'organizzazione. Appare sulla copertina del volume 60.
È un ragazzo dalle straordinarie capacità investigative ed è dotato anche di buoni riflessi pronti. Alcuni suoi atteggiamenti sono molto sospetti e la sua vera identità, se ne ha una, è sconosciuta. Lo si vede bere bourbon, il che devia i sospetti del lettore a credere che sia l'omonimo membro dell'organizzazione. Okiya è conosciuto per essere una persona tranquilla e riservata, spesso apparentemente impassibile di fronte a situazioni di pericolo. Tende a comportarsi in modo amichevole e modesto, abile in cucina e disposto ad aiutare le persone in diverse faccende. È gentile con i Detective Boys e ascolta le loro teorie durante i casi. A volte parla misteriosamente lasciando il significato e le intenzioni di quello che ha detto alla fantasia.
Il caso più enigmatico riguardo ad Okiya è quello del Grande Magazzino di Beika: mentre si trova tra gli altri ostaggi, non solo ha risolto il caso, ma vede il sosia di Akai e nota la presenza dell'organizzazione. Ciò che dice alla fine dimostra che conosce entrambi: afferma che "un branco di stupidi lupi ha fallito" e che si trovava lì perché aveva visto un uomo che conosce nelle riprese del telegiornale sulla rapina alla Teito Bank (dove era comparso il sosia di Akai), vicina a quel luogo, e sperava di incontrarlo, ma siccome lo conosce bene, ha visto che si tratta di qualcuno che gli somiglia.
Nel file 5 del volume 76 (episodio 674 dell'anime, 726 secondo la numerazione italiana), dopo un inseguimento e un incidente stradale notturno in cui vengono coinvolti Ran, Kogoro, Agasa, Ai, Okiya, Sera, e Amuro (nel tentativo di salvare Conan preso in ostaggio da una rapinatrice), possiamo vedere Vermouth su un ponte sopraelevato osservare la scena post-incidente e chiamare Bourbon; in quel momento Okiya, Sera e Amuro parlano contemporaneamente al telefono, facendoci capire che Bourbon potrebbe essere uno di loro.
Poco dopo si vede che la frase pronunciata da Okiya in auto, "Non fare quella faccia", ricorda ad Ai, che comunque non lo dice a nessuno, una frase detta da Dai Moroboshi, che lei non sa essere Shuichi Akai.
Più avanti, Ai inizia a fidarsi di lui, ma per provocarlo gli chiede perché non la carica sulla sua macchina con la forza, e lui pensa "devo mantenere la promessa fatta a lei". Poi Ai si accorge che Okiya non scopre mai il collo, e quando prova a togliergli la sciarpa lui la blocca dicendo "da qui in poi è territorio privato". Anche Sonoko si accorge che tiene il collo sempre coperto, ma lei, Sera e Ran lo vedono con la parte davanti scoperta; è la prima volta che Sera lo vede in faccia, e rimane stupita. Okiya cerca di non parlare davanti a lei come se non volesse farle sentire la sua voce, approfittando del fatto che si sta lavando i denti. Sera scopre anche che a casa Kudo, dove lui vive attualmente, vi sono tracce di una donna. In seguito Okiya parla anche davanti a Sera. Lo si vede poi spiare Conan mentre parla al telefono usando la voce di Shinichi con il modulatore vocale, e scopre così la sua vera identità. Dopodiché, mentre Amuro sta usando di nascosto il computer di Kogoro per vedere la foto che mostra la donna che ha salvato i Detective Boys, cioè Shiho tornata adulta, Amuro si accorge che il computer sta subendo l'attacco di un hacker, e si vede Okiya in mezzo a tre computer.
Sul Bell Tree Express, Okiya salirà a bordo con una donna, e lo si vede spiare Amuro, Ran, Sonoko e Ai. Si presenta poi davanti ad Ai affermando che essendo "sua sorella" riesce a prevedere tutte le sue azioni, e proponendole di venire nella sua "area", ma lei fugge. Dopo che il falso Akai ha stordito Sera, Okiya la stende su un divano e sorride sentendola pronunciare il nome di suo fratello "Shu". La donna salita con Okiya si rivela Yukiko, la quale ha, quindi, organizzato un piano con lui, Conan e Kid. Lo Shuichi Akai senza cicatrice che si presenta davanti a Bourbon per staccare il vagone in cui si trova la finta Shiho indossa i vestiti di Okiya. In stazione, Bourbon si ricongiunge a Vermouth e Okiya lo guarda e apre un occhio: il suo occhio è identico a quello di Akai.
In seguito, Okiya interviene per salvare Conan, Ai e i Detective Boys, rimasti rinchiusi insieme ad un cadavere nella cella frigorifera di un furgone guidato dall'assassino e dal suo complice, su richiesta dello stesso Conan. Poi osserva tutto dalla finestra quando interviene anche Amuro.
La conferma che Okiya sia Akai si ha quando Amuro è riuscito a ottenere informazioni su Rikumichi Kusuda e vuole dimostrare che Akai è vivo: egli si reca a casa di Okiya per spiegargli le sue deduzioni, e i due ricostruiscono insieme i fatti relativi alla finta morte di Akai senza nominarlo e sostituendolo con un uomo ipotetico, mentre li ricostruiscono anche Jodie e Camel; questi ultimi capiscono che Okiya è Akai perché entrambi usano l'espressione "la colpa è cinquanta a cinquanta" (Okiya l'aveva usata nel caso del Grande Magazzino di Beika). Amuro cerca di dimostrare che Okiya sia Akai aprendo il suo maglione per cercare un modulatore vocale a forma di girocollo, che Agasa ha smesso recentemente di vendere e che secondo Amuro è usato da Akai per travestirsi, ma non lo trova e se ne va dicendo che c'è stato un malinteso. In quel momento, infatti, Okiya era Yusaku Kudo travestito, che si serviva di un modulatore vocale nascosto nella mascherina da infermiere che portava per il raffreddore, secondo il piano di Conan. In questo modo Amuro, che pure ha comunicato con Akai, rimane convinto che non si tratti di Okiya, mentre Akai si traveste di nuovo da Okiya con l'aiuto di Yukiko e in presenza di Conan, Jodie e Camel. In seguito Akai ricompare più volte travestito da Okiya.

### Masumi Sera
Doppiata in giapponese da Noriko Hidaka, e in italiano da Tania De Domenico.
Masumi Sera (世良 真純?, Sera Masumi) (17 anni) è una liceale che si autodefinisce detective. Quando appare per la prima volta (volume 73, file 6-8; episodi 646-647 dell'anime, 697-698 secondo la numerazione italiana) indossa un borsalino e una giacca scura che le conferivano un aspetto maschile, infatti Sonoko pensando fosse un maschio lo accusa di essere un molestatore. In questa occasione dimostra la sua abilità nell'arte del Jeet Kune Do difendendosi dai colpi di Ran intenta a difendere l'amica. Nel primo caso in cui appare fa volontariamente deduzioni sbagliate davanti a Conan aspettando che quest'ultimo risolva il caso. Difatti fin dai primi episodi Masumi pare essere a conoscenza del segreto di Conan e dimostrerà fin dall'inizio un interesse verso il bambino. Alla fine del caso appare nel liceo Teitan come studentessa trasferita nella stessa classe di Ran e Sonoko, ed in questa occasione le due ragazze scopriranno che Sera è in realtà una ragazza. Nel capitolo successivo rivela che negli ultimi anni aveva vissuto in America insieme ai genitori, ma ha deciso di tornare da sola in Giappone perché pensa che lì sia più facile svolgere la sua attività di detective. Attualmente risiede in un hotel a Tokyo. Appare sulla copertina del volume 73.
Viene definita come vivace, socievole e maschiaccio. Molto spesso parla riferendosi a sé con il maschile, infatti nel primo incontro tra Sera, Ran, Sonoko e Conan dopo il malinteso di Sonoko, Ran si scusa con Sera e quest'ultima la scusa solo perché è il suo tipo. D'altra parte durante un attentato quando viene presa in ostaggio insieme a Ran, Kogoro e altri tre personaggi dal fratello della vittima di un omicidio, sorride all'idea che i cecchini stiano per sparare all'uomo. Incita molte volte a sparare per niente scossa dall'idea che possa assistere alla morte dell'attentatore. Si sorprende molto quando Ran chiude le tende per impedire ai cecchini di aprire fuoco sull'uomo pur essendo un ostaggio. Ha una grande abilità investigativa e deduttiva, ma non agli stessi livelli di Shinichi.
Nel file 5 del volume 76 (episodio 674 dell'anime, 726 secondo la numerazione italiana), dopo un inseguimento e un incidente stradale notturno in cui vengono coinvolti Ran, Kogoro, Agasa, Ai, Okiya, Sera e Amuro (nel tentativo di salvare Conan preso in ostaggio da una rapinatrice), possiamo vedere Vermouth su un ponte sopraelevato osservare la scena post-incidente e chiamare Bourbon; in quel momento Okiya, Sera e Amuro ascoltano contemporaneamente la conversazione, facendoci capire che Bourbon potrebbe essere uno di loro. Nel capitolo e nell'episodio successivo Sera è interessata a conoscere sia Ai che Amuro e pensa, ma non dice, che sa già da tanto tempo che Conan è un fan di Sherlock Holmes, oltre a vedere il sosia di Akai tentando di inseguirlo. Sera rimane poi molto stupita quando vede per la prima volta Okiya. Nel caso Mystery Train Sera incontra brevemente Ai, e si accorge di essere spiata da qualcuno, in realtà il falso Akai, e quando si ritrova davanti a quest'ultimo lo chiama "fratello mio": si scopre quindi che è la sorella di Akai, ed è convinta che il fratello sia morto. Quindi l'uomo che assomiglia a suo fratello la mette fuori combattimento e scrive un messaggio in cui la definisce "ostacolo". Sera verrà portata in salvo e stesa sul divano della sua cabina da Okiya. La si vede poi indossare un cappello che Ran ha raccolto sul treno, simile a quelli indossati sia da Akai che dal suo imitatore, e chiedere più volte a Ran se ha visto l'uomo che lo indossava; afferma che "non può succedere" che il cappello abbia la stessa forma che suo fratello dava al suo, anche se così sembra.
Successivamente, Conan scorge un canino che fuoriesce dalla sua bocca quando sorride, caratteristica che conferma i suoi sospetti di averla già incontrata da qualche parte. Conan glielo chiede di nascosto, ma la ragazza, dopo un sorriso di cui non si capisce il significato, elude il discorso e si allontana, ma nei suoi pensieri si dispiace di non poter rivelare nulla fino ad un determinato momento. Ran invece, quando vede Sera correre, ha l'impressione di sentire nelle orecchie il suono delle increspature del mare. Dopo che Conan ha telefonato a Ran con la voce di Shinichi e rivelato la soluzione di un caso, Sera si complimenta con lui come se sapesse che è stato lui a risolverlo.
In seguito, dopo che Eri Kisaki ha detto a Ran e Conan di aver sentito Sera parlare al telefono con qualcuno chiamandolo "fratello", Sera rivela di avere due fratelli, uno vivo e uno morto. Quest'ultimo le ha insegnato il Jeet Kune Do, mentre l'altro, il fratello di mezzo, è sveglio e intelligente ma, dato che è impegnato in un lavoro importante che le tiene segreto, le telefona solo sporadicamente e non le fa sapere dove si trova. Sera afferma che lui è molto diverso da lei e dal fratello morto e che, al contrario, somigli a loro padre. È qui che Conan inizia a sospettare che Sera conosca la sua identità. Durante un caso, Sera scrive al fratello che Conan pare aver capito la soluzione e, quando il fratello le chiede di chi stia parlando, gli spedisce una foto del ragazzino chiedendogli se è sorpreso; il fratello risponde che, vista la sua presenza, non ci saranno problemi nel risolvere il caso, e quindi conosce Conan. Sera si chiede come sia possibile e, poco più tardi, riceve un'altra mail dal fratello, composto di una parte che non viene rivelata e dalla domanda "sei già riuscita a incontrare il mago?"; lei pensa di sì. La ragazza rivela poi altre informazioni sul fratello, dicendo che non è un detective, ma risolveva alcuni casi che si verificavano nella sua classe del liceo, e che lei e i suoi due fratelli portavano tutti cognomi diversi per vari motivi, tra cui la morte del padre: Sera è il cognome da nubile della madre ed era anche il cognome del fratello di mezzo fino a che non ha finito il liceo Sera afferma anche di aver vissuto in America per tre anni e pensa fra sé che voleva tornare in Giappone per "rivedere all'opera questo mago dell'investigazione", riferendosi a Conan. In seguito rivela ancora informazioni sulla famiglia: sua madre vive ancora in America, a differenza del fratello di mezzo, che è in Giappone ma non ha voluto ospitarla; dice anche che il padre aveva un amico molto ricco che si prende cura di lei da quando era piccola, e che non ha altri parenti. La ragazza suggerisce poi a Conan di raccontare di qualche ragazzina che ha incontrato in passato e che non riesce a dimenticare. Indizi significativi sul fratello di mezzo si scoprono da una conversazione tra Sera e l'agente Yumi Miyamoto: sia il fratello che Shukichi Haneda, l'ex fidanzato di Yumi, portano gli occhiali rotondi e amano i ramen; il fratello di Sera ha la barba ispida ed è piuttosto attraente ma non cura il suo aspetto. Yumi è in grado di indovinare molto sul fratello di Sera e di completare la sua descrizione: è molto intelligente, ha un'ottima memoria, riesce a ricordare numeri di telefono in un istante e afferma di essere il migliore a farlo, con una frase che Yumi e Sera ripetono in coro. Poco dopo Yumi telefona a Shukichi e Sera al fratello quasi nello stesso tempo; quando Shukichi interrompe la telefonata perché ne sta ricevendo un'altra, Sera entra in contatto con il fratello, che le dice di essere al telefono con una persona importante e riattacca, quindi riprende la chiamata fra Yumi e Shukichi.
Il misterioso rapporto fra Sera e Mary, la ragazzina che vive con lei, viene introdotto quando chiede a Conan di far squillare il suo cellulare per trovarlo, e Conan trovandolo vede sullo schermo una foto delle due, sospettando che Sera gliel'abbia fatta vedere appositamente, dato che la foto doveva essere aperta per rimanere sullo schermo dopo una chiamata ricevuta. Dopo che Conan ha intravisto la ragazzina nell'albergo dove alloggia Sera, Ran dice a Conan che Sera ha detto di non avere nessuna sorella minore, e la stessa Sera ascolta la conversazione. Sera e la ragazzina misteriosa trovano poi una microspia posizionata da Conan nella loro camera d'albergo e la distruggono. La ragazzina afferma di non potersi ancora fidare di Conan, e che se quest'ultimo chiede di lei, Sera deve rispondere che è sua sorella minore "proveniente da fuori territorio". Conan dice poi ad Ai di aver chiesto informazioni a Sera via mail e di aver ricevuto proprio quella risposta; dice anche di avere l'impressione di aver già incontrato Sera da qualche parte. Successivamente Sera dà un appuntamento a Conan nella propria camera dicendogli di venire da solo, e la ragazzina le chiede se si possono fidare di lui: Sera afferma che se Conan non sarà all'altezza delle loro aspettative, dovranno trasferirsi, ma i suoi piani sono mandati in fumo dal fatto che Conan si porta dietro Ran e Sonoko. Quando Sonoko dice a Sera che quest'ultima sembra un mago, lei pensa "non sono io il mago" riferendosi a Conan. Ran ricorda Sera da piccola, con un dente sporgente, che diceva "Sembri davvero un mago!", e le chiede se si sono già incontrate molti anni prima, ma lei non risponde. Ran vede anche la ragazzina e le pare di averla già vista. Durante un caso ambientato in un ristorante di ramen di cui Sera è cliente abituale, Conan le chiede se i piatti da asporto che compra sono per una persona che vive segretamente con lei, ma Sera elude la domanda. La ragazza tratta Conan come se fosse stato lui e non Kogoro a risolvere un caso precedente.
Sera fornisce altre informazioni sul passato della sua famiglia quando parla a Conan, Ran e Sonoko di una persona che conosceva il suo fratello maggiore e che le insegnò a suonare una scala musicale con il basso elettrico. In questa occasione la ragazza incontra Amuro, chiedendogli se l'ha già incontrato, ma la sua risposta è negativa. Amuro le chiede informazioni sul volto dell'uomo che le ha insegnato a suonare, ma Sera gli fa notare come lui sapesse già che si trattava di un uomo, poi spiega che vide in una stazione suo fratello “Shu” con la custodia di una chitarra e rimase sorpresa, credendo che il fratello si trovasse in America e non sapesse suonare; lo inseguì e lo raggiunse, ma lui la rimproverò dicendole di tornare a casa. L'uomo che viaggiava insieme a lui le insegnò a suonare una scala musicale con un basso, ma lei notò che la custodia di quest'ultimo rimaneva rigida anche se vuota, e quindi conteneva forse anche un altro oggetto rigido, che Conan sospetta essere un fucile. Si avvicinò poi un altro uomo che chiamò "Scotch" l'uomo con il basso e che secondo Sera assomigliava ad Amuro, ma quest'ultimo afferma che la ragazza lo scambia per qualcun altro. Sentendo il nome “Shu”, Conan, che ancora non conosce l'identità di Sera nonostante sia già stata rivelata al lettore, sospetta sempre di più che sia la sorella di Akai. Sera conferma poi a Conan, Ran, Sonoko e Amuro che il fratello è l'agente dell'FBI Shuichi Akai e afferma che è stato lui a ispirarla per diventare una detective. La ragazza ignora che Scotch fosse un agente della pubblica sicurezza giapponese.
Sera, così come Mary, è molto interessata al caso di Koji Haneda quando viene ucciso nella stanza a fianco alla sua un uomo che vuole evocarlo in una seduta spiritica. In questa occasione entrambe dimostrano di aver compreso il modo in cui Conan risolve i casi: Sera parla come se dovesse spiegare la situazione mentre è segretamente in contatto con Mary, e posiziona il proprio cellulare su Kogoro, appena addormentato da Conan, per far sì che la ragazzina possa parlare attraverso di esso usando il modulatore vocale perso da Conan per risolvere il caso con la voce di Kogoro. Sera ferma poi Conan mentre cerca di scovarla. Conan sente Sera chiamare Mary "mamma". Dopo questi fatti Sera appare fiduciosa nei confronti di Conan, a differenza di Mary, che decide di trasferirsi insieme a lei; a detta di Mary, la stessa Sera ha incontrato Shinichi come ragazzino dieci anni prima. Viene in seguito confermato che Sera ha incontrato Shinichi e Ran dieci anni prima, durante una vacanza al mare. Qui Shinichi era riuscito a far ridere Akai, cosa in cui la giovane Masumi aveva fallito e l'ha definito un "mago". Inoltre Mary è in realtà sua madre, anche lei rimpicciolita.
Ha dimostrato fin da subito anche un interesse per Ai/Shiho: infatti salva una sua immagine presa da un video su internet in cui si vedeva solo riflessa negli occhiali di Agasa e poi afferma "Se fosse solo un'immagine nel pc, sarebbe possibile eliminarla subito", poi chiede a Ran e Sonoko informazioni su di lei e chiede ai Detective Boys di farle vedere il video che riprende della donna che li ha salvati, in realtà Shiho tornata adulta, girato da loro di nascosto con lo scopo di far scoprire al detective Kogoro chi è: Sera rimane molto stupita quando la vede. Viene in seguito svelato che vuole avvicinarsi a lei in quanto sospetta sia la creatrice dell'antidoto che farà tornare sua madre alle sue sembianze originali: il motivo per cui è tornata in Giappone è dopo aver visto Conan a Londra, riconoscendolo subito come lo stesso ragazzo incontrato dieci anni prima e capendo che ha lo stesso problema di Mary.
Fisicamente, Sera è molto simile a Shuichi Akai: sia i suoi occhi, sia il taglio dei capelli e i segni sotto di essi, sono disegnati prendendo a modello quelli di Akai. Sonoko la prende in giro per il seno piccolo, e anche Genta ed Heiji fanno commenti sul fatto. Masumi spiega, sia a Sonoko che ad Heiji, che sua madre ha un seno prosperoso e che probabilmente anche a lei crescerà molto. Nel diciottesimo film è invece un po' sviluppato. Il nome Sera Masumi è molto simile a quello del personaggio di Mobile Suit Gundam Sayla Mass (セイラ・マス?, Seira Masu). Il nome di Akai invece deriva dal nome del fratello maggiore di Sayla Mass, Char Aznable.

### Uomo somigliante a Shuichi Akai
Questo personaggio, di cui non si conosce il nome fino alla rivelazione della sua identità, è un misterioso uomo molto somigliante all'agente dell'FBI Shuichi Akai che appare più volte dopo la morte di quest'ultimo, la prima volta nel file 3 del volume 65 (episodio 563 dell'anime, 614 secondo la numerazione italiana). Non è chiaro se questo personaggio sia in realtà il vero Akai oppure qualcun altro. Appare in silenzio di fronte all'FBI ma scompare rapidamente. Appare sulla copertina del volume 78.
Il sosia di Akai potrebbe essere realmente Akai che in qualche modo è riuscito a scappare alla morte, ma ha davvero perso la memoria e non può parlare, o un impostore. L'agente Jodie prende in considerazione la prima ipotesi, mentre l'agente Camel sospetta che possa trattarsi di una trappola dell'organizzazione. Conan, nonostante non abbia avuto alcun contatto con quest'uomo, è scioccato dopo aver saputo della sua esistenza e lo cerca disperatamente. Se Conan fosse già a conoscenza della vera sorte di Akai, questo comportamento sarebbe giustificato: infatti Conan si domanda chi sia il tizio che vaga per la città travestito da Akai.
Fa la sua prima comparsa nel caso della Teito Bank. Jodie sta camminando per strada, quando incontra un uomo che somiglia moltissimo ad Akai. Inizia a seguirlo chiamandolo più volte, ma l'uomo svolta in un vicolo senza risponderle. Il pedinamento di Jodie viene interrotto da James Black, non consapevole della comparsa dell'uomo. Jodie si convince di aver visto un semplice sosia del suo collega e si reca alla Teito Bank. Presa come ostaggio da alcuni rapinatori insieme a tutti gli altri clienti, Jodie si accorge che il sosia di Akai è seduto proprio accanto a lei e nota una vistosa cicatrice sul suo volto. La donna vorrebbe sentire la sua voce, ma l'uomo rimane in silenzio; Jodie crede che l'uomo possa essere il vero Akai riuscito a fuggire dalla Chevrolet in fiamme ma che adesso abbia perso la memoria e la possibilità di parlare a causa dello shock. Quando Conan sta per essere ucciso da uno dei rapinatori, il sosia di Akai riesce a liberarsi e a sparare alla spalla dell'uomo, salvando Conan, ma spara con la mano destra, mentre Akai è mancino. Dopo l'intrusione della polizia nella banca, il sosia di Akai scompare misteriosamente. Conan pare non essere a conoscenza della sua presenza, mentre Jodie preferisce non raccontare nulla ai suoi colleghi.
Ricompare poi nel Grande Magazzino di Beika: Conan, grazie ai Detective Boys, viene a conoscenza del fatto che un uomo somigliante ad Akai è stato visto all'interno della Teito Bank con una cicatrice sul volto. Dopo averlo saputo, Conan è molto sconvolto. Nel frattempo, Jodie sta chiedendo informazioni al grande magazzino di Beika domandando alle commesse se qualcuno corrisponde alla sua descrizione e mostrando il suo cappello nero. Mentre Andre Camel è in bagno, vede il sosia di Akai passargli dietro. Camel corre fuori dal bagno per inseguirlo, ma l'uomo sparisce di nuovo. Poco dopo, Jodie trova un messaggio sotto al suo bicchiere con scritto "Scappa! Questa zona è pericolosa!". Intanto, l'organizzazione ha sentito dire che è stato visto un uomo che somiglia ad Akai nelle riprese girate alla Teito Bank, vicina al grande magazzino, e per questo Gin, Vodka e Chianti si appostano vicino all'edificio. Gin tiene una pistola puntata alla testa di Kir e la ucciderà se scoprirà che Akai è ancora vivo. All'interno del grande magazzino, Camel parla a Jodie dell'uomo con la cicatrice dicendole che potrebbe essere una trappola dell'organizzazione. Anche Subaru Okiya si accorge della presenza del sosia di Akai e, prima che quest'ultimo si possa accorgere di lui, si nasconde tra la folla con un volto sorridente. Jodie scopre che l'uomo è nascosto sul suo stesso piano grazie ad un videomessaggio di uno dei clienti. Il sosia di Akai manda a Kogoro un messaggio contenente la soluzione del caso del dinamitardo che ha bloccato un piano del grande magazzino, e Conan se ne accorge grazie al proprietario del cellulare da cui è stato inviato il messaggio: il telefono, una volta caduto, è stato raccolto proprio dal falso Akai, che quindi conosce il numero di telefono di Kogoro. L'uomo ha però usato un fazzoletto per evitare di lasciare impronte sul cellulare, restituendolo al proprietario. Conan si mette alla ricerca di quell'uomo, ma viene fermato da Jodie e Camel. Quest'ultimo rivela di aver notato la presenza di un cecchino dell'organizzazione all'esterno del grande magazzino, quindi Jodie si precipita per salvare il sosia di Akai ma non riesce a raggiungerlo poiché Okiya appare all'improvviso e la fa cadere. Il sosia di Akai riesce a uscire ed entra nel campo visivo di Chianti ma prima che Gin possa darle l'ordine di sparare, arriva Vermouth che parla con lui di un piano del quale ha avuto l'autorizzazione dal capo. Poco dopo, il sosia di Akai nota Chianti e sorride compiaciuto, facendole perdere la mira. L'uomo scompare nella caotica folla suscitata da Conan. Gin lo vede, ma dopo aver parlato con Vermouth abbassa la pistola dalla testa di Kir e decide di rinunciare al piano dicendo di essere stato ingannato. Alla fine del caso Okiya dice a Conan che si è recato alla Teito Bank perché in un servizio del telegiornale sulla rapina si vedeva un uomo che assomigliava ad un suo conoscente, ma dopo averlo visto nel grande magazzino ha capito che è un'altra persona, perché lo conosce bene e non può sbagliare.
Ricompare nel caso del barbecue dei Detective Boys: il sosia di Akai viene intravisto da Masumi Sera nei pressi dell'agenzia investigativa Mori. La ragazza tenta disperatamente di raggiungerlo, ma l'uomo si nasconde per non farsi trovare e la osserva in modo sospetto.
Infine compare nel caso denominato Mystery Train: il sosia di Akai esce da una cabina dietro ad Ai che appare impaurita e ha la sensazione che sia Dai Moroboshi, il nome con cui Akai si infiltrò nell'organizzazione e con cui lei lo conosceva, ma non capisce il significato delle cicatrici. Lo si nota intento a spiare le conversazioni tra Conan, Agasa, i Detective Boys, Ran, Sonoko e soprattutto Ai e Sera, e riesce a nascondersi da quest'ultima che ha notato la presenza di qualcuno. Nei file successivi il sosia di Akai incontra Sera, e trovatasi faccia a faccia con lui la ragazza gli chiede insistentemente chi sia, ma l'uomo le risponde che non è cambiata per niente, chiamandola "Masumi". Sera è scioccata scoprendo che l'uomo è suo fratello: infatti lo chiama "Shu... fratello mio!" ed è qui che si scopre che è la sorella di Akai. L'uomo però stordisce la ragazza con una pistola stordente, poi controlla il registro dei passeggeri e spia Conan con un trasmettitore. Ad un certo punto, mentre si appresta a lanciare dal treno una valigia viene fermato da una donna misteriosa, che si scoprirà essere Yukiko: la donna lo chiama "Sharon", facendo capire che si tratta di Vermouth travestita, quindi lui si toglie la maschera. In seguito, però, Amuro/Bourbon rivela che l'uomo somigliante ad Akai era lui, che si era travestito allo scopo di avvicinarsi alle persone che conoscevano Shuichi Akai e vedere la loro reazione, non credendo che fosse morto, ma dopo averlo fatto se ne è convinto. Solo sul treno Vermouth si è travestita al suo posto.
In seguito, però, un uomo, che afferma di essere stato presente anche all'interno della passata rapina in banca, racconta a Jodie di aver rivisito l'uomo con la cicatrice all'incirca due o tre giorni prima. Il testimone era però Amuro travestito, che insieme a Vermouth stava mentendo per studiare le reazioni di Conan e Jodie e spiare quest'ultima con un microfono.

### Shukichi Haneda
Doppiato in giapponese da Toshiyuki Morikawa, Yuki Kaida (da bambino).
Shukichi Haneda (羽田 秀𠮷?, Haneda Shūkichi, l'ultimo carattere del nome è , che nel sistema Unicode si rende con U+20BB7 (𠮷)) (28 anni) è l'ex fidanzato dell'agente di polizia Yumi Miyamoto. Quest'ultima menziona per la prima volta il suo ex fidanzato, senza dire il nome, nel file 6 del volume 49 (episodio 427 dell'anime, 465 secondo la numerazione italiana), dicendo ai Detective Boys di averlo mollato perché troppo infantile. L'uomo non viene più menzionato fino alla sua prima comparsa vera e propria, nel volume 80 (file 8-10; episodi 731-732 dell'anime), quando viene commesso un omicidio nella casa dei suoi vicini. Mostra una buona capacità deduttiva aiutando a risolvere il caso. Appare sulla copertina del volume 80.
Yumi afferma di averlo conosciuto su un treno e che dalla sua casa sembrava ricco. Poi lo lasciò perché, dopo che lei gli disse che dovevano lasciarsi perché doveva diventare una poliziotta, lui le diede una busta e le disse di aspettare finché non "li avesse collezionati tutti e sette", ma visto che non la contattava più, lei lo lasciò veramente. Inoltre, Yumi afferma di aver perso la busta. Alla fine del caso si scopre che è un giocatore professionista di shōgi e che, prima di rivelarlo a Yumi, voleva vincere tutti e sette i titoli di questo gioco; lei, infatti, gli aveva detto che la moglie di un campione di sumo doveva sentirsi una regina perché lui aveva vinto sei titoli, ma non si aspettava così tanto da Shukichi. Tuttavia, quando Yumi viene informata del fatto che Shukichi sia un meijin, elude il discorso, capendo quindi soltanto che pratica un'attività in cui si può ottenere tale titolo. In seguito lui dà un appuntamento A Yumi e lei lo informa di aver buttato la busta ancora chiusa, andandosene quando lui afferma di averla chiamata solo per chiederle se l'aveva ancora. Dopo che Shukichi, per salvare Yumi da un rapimento, ha interrotto una partita che gli avrebbe permesso di vincere l'ultimo dei sette titoli, lei lo accompagna con la sirena della polizia per permettergli di concludere in tempo la partita, ma una volta che sono arrivati lui si accorge di aver perso la foto di Yumi che faceva con una mano il segno di vittoria, usata da lui come portafortuna; Yumi quindi lo bacia, dicendogli che il bacio è un portafortuna più efficace. In seguito, però, lei lo considera di nuovo il suo ex, perché ogni volta che gli chiedeva di uscire insieme lui declinava, affermando di avere molto da fare. Yumi però torna a interessarsi alla busta lasciatale da lui quando Sato le fa notare che potrebbe contenere una domanda di registrazione di matrimonio e che lui è un campione di shogi. Yumi scopre quindi che la busta contiene effettivamente un documento del genere in cui come professione del marito è indicata "giocatore di shogi detentore di sette titoli", il che non lo rende valido se lui perde uno dei titoli; lui ha dichiarato in un'intervista di non aver ricevuto risposta dalla donna che ama, il che lo rende inquieto durante una partita per la difesa di un titolo, che in effetti perde. Dopo la partita chiede a Yumi di buttare la busta, affermando di non poter cambiare la sua decisione, ma lei gli promette di ascoltare quello che avrà da dirle solo se otterrà di nuovo i sette titoli, scoprendo solo in seguito che per questo dovrà aspettare un anno. I due si sono conosciuti su un treno, quando lui si addormentò sulla spalla di lei, che lo svegliò soltanto una volta arrivati alla stazione dove lui doveva scendere, secondo quanto scritto sul suo biglietto; una volta scesi, Shukichi si accorge che Yumi stava per tornare indietro, e aveva quindi atteso senza svegliarlo dove lei doveva scendere. Chiedendogliene il motivo, Yumi gli disse che il suo viso mentre dormiva era molto carino.
Sia Mary che Shuichi Akai sono interessati a un suo torneo di shogi: la prima ne segue un incontro in televisione e pare felice della sua vittoria, mentre Akai legge la notizia della vittoria su Internet. Da una conversazione tra Masumi Sera e Yumi si capisce che Haneda assomiglia al fratello maggiore di Sera: entrambi portano gli occhiali rotondi e amano i ramen, il fratello di Sera ha la barba ispida ed è piuttosto attraente ma non cura il suo aspetto, e Yumi è in grado di indovinare molto sul fratello di Sera e di completare la sua descrizione: è molto intelligente, ha un'ottima memoria, riesce a ricordare numeri di telefono in un istante e afferma di essere il migliore a farlo, con una frase che Yumi e Sera ripetono in coro. Poco dopo Yumi telefona a Shukichi e Sera al fratello quasi nello stesso tempo; quando Shukichi interrompe la telefonata perché ne sta ricevendo un'altra, Sera entra in contatto con il fratello, che le dice di essere al telefono con una persona importante e riattacca, quindi riprende la chiamata fra Yumi e Shukichi. In un altro caso Shukichi introduce il personaggio di Koji Haneda, affermando che era suo fratello maggiore adottivo.
Attraverso un flashback, Conan si ricorda di aver incontrato Shukichi dieci prima in spiaggia, scoprendo così che è il secondo fratello maggiore di Sera e minore di Shuichi. A differenza di sua sorella e sua madre, Shukichi sa che Shuichi è ancora vivo e i due si tengono in contatto.
Nel mondo dello shogi è soprannominato "Meijin Taiko" (太閤名人?, Taikō Meijin), da mejin, titolo dello shogi professionistico che significa "esperto", e Taikō, il titolo di "reggente ritirato" assunto da Toyotomi Hideyoshi, dato che il suo nome si scrive in modo simile a quello di Hashiba Hideyoshi (羽柴 秀吉?), uno dei nomi con cui fu conosciuto Toyotomi. Yumi invece lo chiama "Chukichi", mentre lui la chiama "Yumi-tan".

### Mary Sera
Doppiata in giapponese da Atsuko Tanaka (ep. 756-1046 e film 24) e Takako Honda (ep.1144 in poi)
Mary Sera (メアリー世良?, Mearī Sera) è una misteriosa ragazzina in età da scuola media che vive nella stessa camera d'albergo di Masumi Sera ed è tenuta nascosta da tutti. Fisicamente somiglia molto a Sera. Pare avere un atteggiamento stranamente maturo ed essere affetta da tosse cronica. Appare per la prima volta nel file 3 del volume 83 (episodio 756 dell'anime), quando Sera chiede a Conan di far squillare il suo cellulare per trovarlo, e Conan trovandolo vede sullo schermo una foto delle due, sospettando che Sera gliel'abbia fatta vedere appositamente, dato che la foto doveva essere aperta per rimanere sullo schermo dopo una chiamata ricevuta.
In seguito, Conan intravede la ragazzina nell'albergo dove Sera alloggia, mentre Ran e Sonoko dicono di non averla vista; Ran dice a Conan che Sera ha detto di non avere nessuna sorella minore, e la stessa Sera ascolta la conversazione. Sera e la ragazzina misteriosa trovano poi una microspia posizionata da Conan nella loro camera d'albergo e la distruggono. La ragazzina afferma di non potersi ancora fidare di Conan, e che se quest'ultimo chiede di lei, Sera deve rispondere che è sua sorella minore "proveniente da fuori territorio". Conan dice poi ad Ai di aver chiesto informazioni a Sera via mail e di aver ricevuto proprio quella risposta. Successivamente si vede la ragazzina seguire in televisione un incontro di shōgi cui partecipa Shukichi Haneda. Quando Haneda ha vinto i sette titoli di questo gioco, la ragazzina pare felice. Dopo che Sera ha dato appuntamento a Conan nella loro camera chiedendogli di venire da solo, la ragazzina le chiede se possono fidarsi di Conan, e Sera afferma che se Conan non sarà all'altezza delle loro aspettative, dovranno trasferirsi. Ran, che Conan ha portato con sé mandando in fumo i piani di Sera, vede la ragazzina e le pare di averla già vista.
Conan scopre il nome della ragazzina durante un caso ambientato in un ristorante di ramen di cui Sera è cliente abituale e il cui proprietario la chiama spesso "Mari". Dapprima Conan le chiede se i piatti da asporto che compra sono per una persona che vive segretamente con lei, ma la ragazza elude la domanda. Il proprietario del locale consegna poi a Conan un fazzoletto chiedendogli di restituirlo a Sera e mostrandogli come su di esso sia ricamato un nome che lui legge “Mari”, ma il nome è in realtà “Mary”. Conan sospetta che sia il fazzoletto della ragazzina, ma notando che l'ha pensato, escludendo che “Mary” possa essere un secondo nome di Sera, si chiede se ha già visto da qualche parte la ragazzina.
Conan riflette poi su Mary notando la somiglianza fisica non solo con Sera, ma anche con Ai Haibara. Sospetta quindi un legame di parentela fra le tre, che renderebbe quindi Shuichi Akai parente di Ai e di Akemi Miyano.
Mary, così come Masumi, è interessata al caso di Koji Haneda quando viene ucciso nella stanza a fianco alla sua un uomo che vuole evocarlo in una seduta spiritica. In questa occasione entrambe dimostrano di aver compreso il modo in cui Conan risolve i casi: Masumi parla come se dovesse spiegare la situazione mentre è segretamente in contatto con Mary, che trova il modulatore vocale perso da Conan e lo usa per risolvere il caso con la voce di Kogoro. Conan lo sospetta e vuole scovarla, ma viene fermato da Masumi; sente poi quest'ultima chiamare Mary "mamma" e si accorge che il colpevole è stato steso dalla ragazzina con un'abilità definita dallo stesso Conan "degna di un agente dei servizi segreti". A differenza di Masumi, Mary non si fida di Conan e decide di trasferirsi insieme a lei: afferma che Conan non è più lo stesso ragazzino che Masumi incontrò dieci anni prima. Conan prende in ipotesi che Mary possa essere Asaka, la guardia del corpo scomparsa dopo l'omicidio di Koji Haneda, che sarebbe ringiovanita e sarebbe Rum, che sembrerebbe un tipo effeminato perché è in realtà una donna con molta forza fisica.
Attraverso un flashback, Conan si ricorda di aver incontrato Mary e i figli dieci anni prima, scoprendo così che è la madre inglese di Akai, Haneda e Sera, in qualche modo rimpicciolita come Conan e Ai. Il suo rimpicciolimento è poi rivelato essere avvenuto a Londra, dove è finita in una trappola dell'organizzazione, in cui Vermouth le ha fatto ingerire l'APTX4869 per ucciderla (in quanto Mary è un'agente dei servizi segreti d'intelligence britannici) ma lei è riuscita a fuggire e tornare nelle sembianze di ragazzina da sua figlia, portata con lei; più tardi hanno visto entrambe Conan in televisione proclamarsi "l'apprendista di Sherlock Holmes", riconoscendolo come Shinichi Kudo e che se lui era riuscito a riassumere la sua età originale per viaggiare a Londra, allora aveva un antidoto; di conseguenza Mary ha ordinato a Sera di procurarselo, motivo per cui sono tornate in Giappone. Quando le è stato somministrato l'APTX4869, Vermouth le ha chiesto com'era morire per mano della creazione di "sua sorella", indicando che Mary è la sorella maggiore della deceduta Elena Miyano, e di conseguenza la zia materna di Akemi e Shiho Miyano. Appare sulla copertina del volume 83.

## Organizzazione nera
L'Organizzazione nera è un'organizzazione criminale immaginaria e il principale antagonista della serie.

## CIA

### Rena Mizunashi
Doppiata in giapponese da Kotono Mitsuishi, e in italiano da Jolanda Granato.
Questo personaggio, chiamato quasi sempre Rena Mizunashi (水無 怜奈?, Mizunashi Rena, nell'adattamento italiano dell'anime il suo nome viene erroneamente pronunciato Reina, e anche scritto così nel titolo dell'episodio 500, 547 secondo la numerazione italiana.) anche se si scoprirà non essere il suo vero nome, appare per la prima volta nel volume 48 (file 9; episodio 425 dell'anime, corrispondente al 459 della numerazione italiana), grazie a Yoko Okino, sua amica e collega, che la presenta a Kogoro Mori, unico in grado di poterla aiutare nel suo problema: qualcuno continua a suonare alla sua porta. È una famosa giornalista televisiva. Risolto il caso assieme a Kogoro Mori, e grazie ad una microspia lasciata per sbaglio sotto la sua scarpa, Conan riesce a scoprire che dietro l'identità di Rena Mizunashi si nasconde Kir (キール?, Kiiru, pronunciato erroneamente Kyle nella versione italiana dell'anime fino a prima dell'episodio 498 (545 secondo la numerazione italiana), in cui per la prima volta viene pronunciato correttamente "Kir"), uno dei membri dell'Organizzazione Nera che lo rimpicciolì mesi prima. Kir ha il compito di intervistare un politico, facendolo uccidere dall'organizzazione. Durante lo scontro tra organizzazione ed FBI, in cui quest'ultima tenta di impedirle di far uccidere il politico, Rena rimane vittima di un incidente motociclistico, e cade in un coma profondo. Approfittando di questo problema, l'FBI prende in custodia Rena e la porta nell'Ospedale Centrale di Haido per farla guarire e per interrogarla quando sarà uscita dal coma. Appare sulla copertina del volume 48.
Durante il caso del suo risveglio, Rena viene svegliata da Eisuke Hondo, che la costringe a finire di fingere di essere in coma perché le punta contro un paio di forbici. Conan e Shuichi Akai approfittano di questo: avendo scoperto che è un'agente della CIA, la fanno ritornare nell'organizzazione, sia come spia della CIA che come spia dell'FBI. Facendo finta che sia ancora in coma e non rivelando niente neppure agli altri agenti (altrimenti ascoltando le loro comunicazioni gli uomini in nero avrebbero capito che stavano recitando), Conan, Akai e Andre Camel organizzano il piano per farla ritornare: la collocano in un furgone che dovrebbe trasferirla, guidato da Camel, mentre altri furgoni dovrebbero servire a non far capire agli uomini in nero in quale si trova. In realtà, Conan, Akai e Camel sapevano che essi se ne sarebbero accorti: Rena fa finta di tramortire Camel e quest'ultimo si getta fuori dal furgone prima che il furgone stesso esploda. Purtroppo sia Gin che il capo dell'organizzazione non si fidano (a ragione) del modo in cui gli è stata restituita. Perciò, come prova della sua fedeltà ritrovata, Gin la obbliga ad uccidere l'agente Shuichi Akai, pericolo principale dell'organizzazione ed unico in grado di distruggerla. Lei è infatti l'unica che può avvicinarlo con una scusa, quella di voler uscire dall'organizzazione, e dopo aver programmato un incontro lo uccide, o almeno così pare.
Grazie alle ricerche di Eisuke Hondo e al risveglio della ragazza, si viene a sapere tutto del suo passato: il suo vero nome, Hidemi Hondo (本堂 瑛海?, Hondō Hidemi), e come sia riuscita ad entrare nell'organizzazione come spia della CIA, grazie al sacrificio di suo padre, Ethan Hondo. Hidemi doveva in realtà infiltrarsi per poco tempo, per presentare un nuovo agente infiltrato, ma, a causa di una microspia sui suoi vestiti, l'organizzazione avrebbe capito che era fuggita di nascosto per incontrare il padre: Ethan decise quindi in quel momento di inscenare la sua morte per mano di Hidemi, in modo da far continuare alla ragazza la missione nell'organizzazione al posto suo, senza sospetti. L'agente che doveva infiltrarsi si recò sul posto e venne ucciso dagli uomini in nero. Ethan si è quindi fatto uccidere dalla figlia, sacrificandosi per farle continuare l'infiltrazione. Eisuke e Conan scoprono quindi che Rena Mizunashi e sua sorella maggiore Hidemi sono la stessa persona: aveva creduto che ciò non fosse possibile perché lui è di gruppo sanguigno 0, come conferma anche un certificato scritto alla sua nascita e trovato nella casa dove lavorava la madre morta, mentre lei è di gruppo sanguigno AB, e aveva donato del sangue al piccolo Eisuke: il gruppo 0 può ricevere solo dal gruppo 0. Tuttavia, Eisuke aveva avuto la leucemia e, ricevendo il midollo osseo per il trapianto dalla sorella, ha cambiato gruppo sanguigno, ed è quindi anch'egli di gruppo AB. Rena mostra un grande altruismo nel video che rivela a Conan che il suo gruppo sanguigno è AB: è un video registrato da un suo grande fan, che mostra uno dei suoi primi servizi da giornalista, in cui sta parlando al microfono davanti ad una fabbrica esplosa e si offre per donare sangue, interrompendo il servizio giornalistico, nonostante lei stessa fosse rimasta ferita.
Jodie, dopo aver cambiato cellulare, riceve una chiamata da Rena, nella quale le consiglia di fare attenzione, poiché un nuovo membro dell'organizzazione si è attivato: il suo nome in codice è Bourbon. Rena riapparirà nel caso del grande magazzino di Beika, nel quale Gin, all'interno della sua Porsche, posteggiata davanti al grande magazzino, le punta una pistola alla testa, dopo aver saputo delle apparizioni di un sosia di Akai in giro per la città. L'uomo sospetta che Kir, assieme ad Akai, abbia organizzato un piano per fingere la morte di quest'ultimo, ma la donna si discolpa, dicendo che le sarebbe stato possibile architettare un piano del genere solo nel caso avesse una mente come quella di Sherlock Holmes. Il sosia di Akai viene visto da Gin, ma nonostante ciò quest'ultimo decide di rinunciare a uccidere Kir, dopo un dialogo con Vermouth, dicendo di essere stato ingannato.
Successivamente si scopre il ruolo di Rena nella finta morte di Akai grazie alle ricostruzioni cui arrivano Amuro (che ragiona parlando con lo stesso Okiya/Akai senza fare nomi) e nello stesso tempo Jodie e Camel: Akai, prevedendo che Gin ordinasse alla donna di sparargli alla testa, che era stato il metodo dell'uccisione di Pisco, portò con sé il cadavere di Rikumichi Kusuda e finse di essere stato colpito da lei, facendo uscire finto sangue dal suo berretto grazie a un trucco inventato dal dottor Agasa, per poi fuggire salendo sull'auto della donna senza farsi vedere da Gin e Vodka. La frase "Non avrei mai immaginato che arrivassi fino a questo punto" pronunciata da Akai è inoltre la prova che il piano era stato ideato da Conan: Akai non immaginò che il ragazzino aveva previsto tutto. Dopo che Jodie e Camel hanno scoperto la verità sulla morte di Akai, quest'ultimo li informa di aver ricevuto da Rena un messaggio contenente soltanto il nome di "Rum". Akai sospetta che Rena l'abbia scritto in una situazione di emergenza e chiede a Jodie e Camel di informare James, mentre Conan sente tutto attraverso un auricolare.

### Ethan Hondo
Doppiato in giapponese da Rikiya Koyama, e in italiano da Paolo Sesana.
Ethan Hondo (イーサン・本堂?, Īsan Hondō) era un agente infiltrato nell'organizzazione ed il padre di Hidemi ed Eisuke Hondo, che ha aiutato sua figlia ad entrare come spia nell'organizzazione a costo della propria vita. Appare sulla copertina del volume 56.
Viene citato inizialmente dagli uomini in nero come l'uomo ucciso da Kir: il cognome gridato da un suo compagno che l'ha trovato era "Hondo", ma non si scopre né il nome, né altro su di lui. Dopodiché Heiji Hattori scopre chiedendo ad Osaka informazioni su Rena Mizunashi ed Eisuke, dato che era stata pubblicata su internet una foto di Rena da giovane ad Osaka, che un bambino si recava spesso in un locale con il padre, che aveva colleghi stranieri che lo chiamavano "Hondo", ma anche con altri nomi. Conan, Ai e Agasa si recano quindi dal nipote del proprietario del locale per recuperare una foto scattata lì accidentalmente dal bambino. La foto conferma che il bambino è Eisuke e si scopre anche che i colleghi del padre, presenti solo quando l'uomo era da solo e non con il figlio, facevano parte di una "company" e che lui diceva di starsi per "immergere in profondità".
Dopodiché, Jodie rivela a Conan quello che l'FBI ha scoperto sul padre di Eisuke: oltre al suo nome, Ethan, si sa che è stato assassinato da Kir, alla presenza di Gin e Vodka, vicino ad un magazzino dove si trovava un senzatetto che ha visto tutto. Dopo la sua morte, si è avvicinato un uomo che ha ripetuto "Hondo!", ma anch'egli è stato ucciso dagli uomini in nero, che hanno poi dato fuoco al magazzino per cancellare le prove, ma il senzatetto è riuscito a scappare. Qui si sospetta già che facesse parte della CIA, detta anche company.
Con lo scorrere della storia, si scopre che Ethan è in realtà il padre di Hidemi, oltre che di Eisuke Hondo, e un membro della CIA infiltrato nell'organizzazione. A causa di una microspia sui vestiti di Hidemi, anch'ella membro della CIA in incognito nell'organizzazione, la figlia poteva essere localizzata da Gin, facendo capire che era andata di nascosto a parlare con lui. Decise quindi in quel momento di inscenare la sua morte per mano di Hidemi, in modo da far continuare alla ragazza l'infiltrazione nell'organizzazione senza sospetti. Ethan si è quindi fatto uccidere dalla figlia, sacrificandosi per farle continuare la missione che era di lui. Barney, l'uomo avvicinatosi gridando "Hondo!", era un altro agente della CIA che avrebbe dovuto infiltrarsi.
Il suo nome deriva da Ethan Hunt, il protagonista del film Mission: Impossible del 1996, mentre il suo cognome da Bondo, la pronuncia giapponese di James Bond.

## Pubblica sicurezza giapponese

### Tooru Amuro
Doppiato in giapponese da Tōru Furuya (ep. 667-1110, film 20-26, Zero's Tea Time e The Culprit Hanzawa), Mariya Ise (da bambino, ep. 953+ e Zero's Tea Time), Takeshi Kusao (ep.1150- in poi) e in italiano da Andrea Oldani (Detective Conan), Paolo Carenzo (Zero's Tea Time e The Culprit Hanzawa), Niccolò Mancini (da bambino, Zero's Tea Time).
Tooru Amuro (安室 透?, Amuro Tōru) (29 anni) è un detective privato freelance che lavora part-time come cameriere in un ristorante. Compare per la prima volta nei file da 9 a 11 del volume 75 (episodi 667-668 dell'anime, 719-720 secondo la numerazione italiana). Dopo aver assistito allo show di deduzioni di Kogoro durante un caso, si trasferisce a lavorare al Caffè Poirot, sotto l'agenzia investigativa Mori, e diventa il primo allievo di Kogoro. Appare sulla copertina del volume 76.
Dopo il caso del rapimento dell'agente Takagi, Amuro si reca sulla tomba di Wataru Date, poliziotto e mentore di Takagi, lo definisce "amico mio" e cancella un suo vecchio messaggio sul cellulare, in cui Date gli chiedeva di farsi vivo. Poco prima in un flashback si era visto Date parlare con Takagi di un uomo molto più bravo di lui alla scuola di polizia, dicendo di non sapere che fine avesse fatto.
Nel file 5 del volume 76 (episodio 674 dell'anime, 726 secondo la numerazione italiana), dopo un inseguimento e un incidente stradale notturno in cui vengono coinvolti Ran, Kogoro, Agasa, Ai, Okiya, Sera e Amuro (nel tentativo di salvare Conan preso in ostaggio da una rapinatrice), possiamo vedere Vermouth su un ponte sopraelevato osservare la scena post-incidente e chiamare Bourbon; in quel momento Okiya, Sera e Amuro ricevono contemporaneamente una telefonata, facendoci capire che Bourbon potrebbe essere uno di loro.
Nei file da 9 a 11 del volume 77 (episodi 699-700 dell'anime, 751-752 secondo la numerazione italiana) Amuro si introduce furtivamente nell'agenzia Mori e vede il video inviato da Mitsuhiko di Shiho (tornata momentaneamente alla sua età) salvare i Detective Boys da un capanno in fiamme, notando in particolare che quest'ultima porta un anello lasciapassare per il treno Bell Tree Express che partirà la settimana successiva.
Nel caso del Mystery Train viene confermato che è il membro dell'organizzazione chiamato Bourbon (バーボン?, Bābon). Secondo quello che dice a Shiho, ha conosciuto i suoi genitori e sua sorella Akemi; la ragazza invece sapeva che in passato Amuro e Dai Moroboshi, cioè Shuichi Akai, erano rivali. Amuro sapeva che Akai era una spia dell'FBI ma non credeva che fosse veramente morto, e per questo si è travestito da Akai con la cicatrice (solo sul treno è stata Vermouth a farlo) per vedere se le persone che conosceva lo consideravano morto. Amuro vuole far catturare Shiho viva da parte dell'organizzazione, a differenza di Vermouth, ma mentre si appresta a farlo qualcuno lancia una granata, che porta apparentemente alla morte di Sherry. Solo Vermouth sa che in realtà si sono fatti ingannare dal piano di Shinichi. Sospettando qualcosa sulla persona misteriosa che ha visto, Bourbon torna a dubitare della morte di Akai,  così come inizia a interessarsi a Conan e intuendo che si celi lui dietro alle deduzioni di Kogoro, decide di continuare la sua copertura al Poirot. 
Nel volume 80, Conan sarà costretto a chiedere l'aiuto dell'uomo, segnando così la prima volta in assoluto in cui il ragazzo è costretto a chiedere soccorso ad una persona dell'organizzazione. Amuro aiuta, quindi, Conan, Ai e i Detective Boys, rimasti rinchiusi insieme ad un cadavere nella cella frigorifera di un furgone guidato dall'assassino e dal suo complice, stendendo uno dei due criminali. Amuro scopre anche quale sia l'abitazione del dottor Agasa.
Mentre indaga sulla scomparsa del membro dell'organizzazione Rikumichi Kusuda con l'aiuto di Vermouth, Conan comincia a sospettare la vera identità di Amuro: dapprima quest'ultimo afferma anche di essere stato soprannominato "Zero" da piccolo perché il suo nome di battesimo si scrive con l'ideogramma di "trasparente", e Conan si chiede "possibile che lui sia...". Si vede poi un ricordo di Amuro: Elena Miyano gli diede l'addio da piccolo, dicendo di dover andare lontano e chiamandolo "Rei". In seguito Conan si rivolge a lui chiamandolo "Zero". Amuro poi chiede agli agenti dell'FBI di andare via dal "mio Giappone". Conan gli chiede nell'orecchio se è un "nemico dei cattivi" Conan ripensa a diversi atteggiamenti di Amuro e sospetta che sia un agente infiltrato appartenente alla polizia di pubblica sicurezza giapponese, soprannominata "Zero".
Dopo aver scoperto il destino di Kusuda, Amuro dice a Vermouth che sospetta che Akai sia ancora vivo e sia stato sostituito con il cadavere di Kusuda, e ha intenzione di dimostrarlo e scovare Akai. Quindi si presenta a casa di Subaru Okiya chiedendo di entrare, e i due ricostruiscono insieme le vicende della finta morte di Akai, senza nominarlo e sostituendolo con un uomo ipotetico. Amuro sospetta quindi che Okiya sia Akai perché è apparso vicino a Conan e gli chiede di togliersi la maschera, mentre lo informa che i propri compagni stanno inseguendo i colleghi dello stesso Okiya. Amuro si accorge della presenza di telecamere in casa di Okiya, quelle che Conan sta usando per osservare la scena. Amuro ha scoperto che Agasa ha smesso recentemente di vendere un modulatore vocale a forma di girocollo e ritiene che Akai lo stia usando per cambiare la propria voce, ma aprendo il maglione di Okiya non lo trova. Amuro viene quindi informato per telefono dai colleghi della presenza del vero Akai sull'auto di Jodie e Camel. Akai riesce a parlare con lui, dicendogli di aver regalato ai suoi colleghi la pistola con cui si era suicidato Rikumichi Kusuda, attraverso la quale i giapponesi possono scoprire più informazioni rispetto all'FBI. Akai afferma di aver scoperto l'identità di Amuro perché ha rivelato il suo soprannome a Conan: il suo vero nome è Rei Furuya (降谷 零?, Furuya Rei, "rei" in giapponese significa "zero") e voleva arrivare al nucleo dell'organizzazione consegnando Akai; informa quindi i propri colleghi che anche quelli di Amuro sono "lupi" che vogliono colpire l'organizzazione, confermando così i sospetti di Conan che Amuro sia un infiltrato della pubblica sicurezza giapponese. Akai dice di non volerlo avere come nemico e di sentirsi ancora in colpa per "lui". Amuro ordina ai colleghi di ritirarsi e si congeda da Okiya (che era in realtà Yusaku Kudo) affermando che c'è stato un malinteso e tornando poi a lavorare al caffè Poirot. Rimane quindi convinto che Okiya non sia Akai, ma a Vermouth fa credere anche che quest'ultimo sia veramente morto. Amuro dice anche di essere uno dei pochi a conoscere il segreto della donna, mentre gli altri membri dell'organizzazione sarebbero sorpresi se scoprissero "che con il Boss tu sia...", ma ha predisposto le cose in modo che, se lui morisse, il segreto di Vermouth trapelerebbe nell'organizzazione. Amuro pensa che tutto stia andando secondo i suoi piani, ma non aveva previsto che Conan lo scoprisse.
Amuro successivamente incontra per la prima volta Masumi Sera, sorella di Akai, e viene rivelato che il suo odio per lui deriva dal fatto che l'agente del FBI ha ucciso "Scotch"/Hiromitsu Morufushi, collega di Furuya nella pubblica sicurezza giapponese nonché suo amico d'infanzia. Ignora che il suo compagno si sia in realtà suicidato per impedire di venire catturato dall'organizzazione e che Akai si sia preso la colpa della sua morte. Inizia poi di nuovo a sospettare che Okiya sia Akai e dopo aver ricevuto l'ordine del vice capo dell'organizzazione Rum di cercare informazioni su Shinichi Kudo, entra di nascosto in casa del ragazzo dove affronta Akai senza travestimento, ma vengono interrotti dall'apparizione di Yusaku e Yukiko Kudo; nello stesso caso viene spiegata meglio la sua amicizia con Elena Myano, da cui si faceva curare le ferite ogni volta che si batteva con i bulli a causa delle loro prese in giro sull'essere mezzo giapponese. Viene mostrato ricevere ordini dal capo della prima divisione investigativa Hyoe Kuroda, indicando che potrebbe essere un suo superiore nella pubblica sicurezza giapponese (come accennato anche nel ventiduesimo film).
L'origine del suo nome è simile a quella del nome di Shuichi Akai: il cognome deriva dal nome di un personaggio di Mobile Suit Gundam, Amuro Ray, anche se è scritto in kanji, mentre il nome di Amuro Ray è scritto in katakana. Il nome è simile a quello del doppiatore Tōru Furuya, anche se scritto con un ideogramma diverso. Tale doppiatore ha dato la propria voce sia ad Amuro Ray sia allo stesso Tooru Amuro. La popolarità del personaggio è aumentata nel corso di pochi anni, tanto da avere un spin-off a lui dedicato, Detective Conan: Zero's Tea Time. 

### Yuya Kazami
Doppiato in giapponese da Nobuo Tobita e in italiano da Roberto Palermo (Zero's Tea Time) .
Yuya Kazami (風見 裕也?, Kazami Yūya) (30 anni) è un agente con il grado d'ispettore (警部補?, Keibuho), amico e sottoposto di Rei Furuya. Il nome deriva da Kamille Bidan, protagonista della serie anime Mobile Suit Z Gundam, con lo stesso doppiatore Nobuo Tobita. Compare per la prima volta nel ventesimo film, prima di essere introdotto nel file 6 del volume 94 (episodio 926 dell'anime). Appare sulla copertina del volume 99. È un personaggio ricorrente nello spin-off Zero's Tea Time.

## Altri personaggi

### Shizuka Hattori
Doppiata in giapponese da Masako Katsuki, e in italiano da Marcella Silvestri (ep. 239-283), Rosa Leo Servidio (ep. 536-537).
Shizuka Hattori (服部 静華?, Hattori Shizuka), il cui nome da nubile è Shizuka Ikenami (池波 静華?, Ikenami Shizuka) (42 anni), è la moglie di Heizo Hattori e la madre di Heiji Hattori. Si dimostra molto brava nell'uso del ventaglio nel suo caso d'introduzione, tanto da riuscire a fermare l'assassina che tentava di colpirla con una spada. Il suo cognome da nubile deriva dal cognome dello scrittore giapponese Shōtarō Ikenami. Appare sulla copertina del volume 28.

### Makoto Kyogoku
Doppiato in giapponese da Nobuyuki Hiyama, e in italiano da Diego Sabre (ep. 163-164), Luca Bottale (ep. 290-498, 757), Diego Baldoin (ep. 660), ? (Episode One).
Makoto Kyogoku (京極 真?, Kyōgoku Makoto) (18 anni) è un abile karateka e il fidanzato di Sonoko Suzuki. Si sono incontrati per la prima volta durante un caso ambientato al mare, dove proprio Makoto salva Sonoko dalle mani di un pazzo omicida. È molto protettivo nei confronti di Sonoko ma altrettante timido, tuttavia è anche geloso e si irrita quando la sente parlare con ammirazione di Kaito Kid.
Appare sulla copertina del volume 25.

### Yoko Okino
Doppiata in giapponese da Yuri Amano (ep. 3-122), Miki Nagasawa (ep. 249+), e in italiano da Tosawi Piovani (ep. 3), Emanuela Pacotto (ep. 22), Loredana Nicosia (ep. 32-52, 434), ? (ep. 257), Francesca Bielli (ep. 268-269), Lorella De Luca (ep. 358), Maddalena Vadacca (ep. 424), Cinzia Massironi (ep. 440+), Giada Bonanomi (Zero's Tea Time).
Yoko Okino (沖野 ヨーコ?, Okino Yōko) (22 anni) è una famosa idol di cui Kogoro Mori è un grande fan. Appare per la prima volta nel primo volume (file 6-9; episodio 3 dell'anime), ed è lei che presenta la sua amica Rena Mizunashi a Kogoro.
Appare sulla copertina del volume 17.

### Asami Tsuburaya
Doppiata in giapponese da Ikue Ōtani, e in italiano da ?.
Asami Tsuburaya (円谷 朝美?, Tsuburaya Asami) (17 anni) è la sorella maggiore di Mitsuhiko Tsuburaya. Compare per la prima volta nel volume 35 (file 8-9; episodi 289-290 dell'anime, 311-312 secondo la numerazione italiana).

### Ayako Suzuki
Doppiata in giapponese da Sumiko Motoi (ep. 34-35), Chiharu Suzuka (ep. 72-76), e in italiano da Alessandra Karpoff (ep. 35-36), Loredana Nicosia (ep. 74), ? (ep. 78).
Ayako Suzuki (鈴木 綾子?, Suzuki Ayako), poi divenuta Ayako Tomizawa (富沢 綾子?, Tomizawa Ayako) (24 anni), è la sorella maggiore di Sonoko Suzuki. Appare solo tre volte nella storia, sempre in compagnia di sua sorella. La prima volta in una casa isolata in montagna, durante un raduno di vecchi amici di un gruppo universitario. La seconda volta al mare, assieme al suo futuro marito. La terza ed ultima volta nel caso in cui compare per la prima volta Kaito Kid. Appare sulla copertina del volume 13.

### Shiro Suzuki
Doppiato in giapponese da Fumio Matsuoka, e in italiano da Antonio Paiola (ep. 78), Riccardo Peroni (film 3), Fabrizio Odetto (Episode One).
Shiro Suzuki (鈴木 史郎?, Suzuki Shirō) (51 anni) è il padre di Sonoko Suzuki e il presidente della prestigiosa Suzuki Zaibatsu. Appare solo due volte nella serie, la prima nel caso in cui appare per la prima volta Kaito Kid, la seconda quando parla con Sonoko del suo fidanzamento con Makoto, cui lui è piuttosto favorevole a differenza della moglie.

### Tomoko Suzuki
Doppiata in giapponese da Miru Hitotsuyanagi, e in italiano da Cinzia Massironi, Marcella Silvestri (Episode One).
Tomoko Suzuki (鈴木 朋子?, Suzuki Tomoko) (43 anni) è la moglie di Shiro Suzuki e la madre di Sonoko Suzuki. Compare solo due volte nella serie, la prima nel caso in cui appare per la prima volta Kaito Kid, la seconda quando parla con Sonoko del suo fidanzamento con Makoto, cui lei è contraria a differenza del marito, considerandolo un vagabondo inadatto a ereditare l'azienda. Appare sulla copertina del volume 82.

### Midori Megure
Doppiata in giapponese da Ai Orikasa, e in italiano da Loredana Nicosia (ep. 233-234), Renata Bertolas (ep. 659-660).
Midori Megure (目暮 みどり?, Megure Midori) (37 anni) è la moglie dell'ispettore Megure. Compare per la prima volta nel caso in cui si scopre come ha conosciuto il marito, ovvero proponendosi di fare da esca per un criminale che aggrediva le ragazze del liceo nel primo caso affidato a Megure. Appare sulla copertina del volume 29.

### Azusa Enomoto
Doppiata in giapponese da Mikiko Enomoto, e in italiano da Alessandra Karpoff (ep. 222), Federica Valenti (ep. 239), Francesca Bielli (ep. 380-381), Marcella Silvestri (ep. 475, 577 e film 16), Lorella De Luca (ep. 504, 775), Paola Della Pasqua (ep. 517), Gea Riva (ep. 588), Vanessa Lonardelli (Zero's Tea Time).
Azusa Enomoto (榎本 梓?, Enomoto Azusa) (23 anni) è la cameriera del Caffè Poirot, il bar sotto l'agenzia investigativa di Kogoro Mori. Compare prima nell'anime (la prima volta nell'episodio 152, 162 secondo la numerazione italiana) e poi nel manga (la prima volta nel volume 43, file 3-5, corrispondenti agli episodi 350-351 dell'anime, 381-382 secondo la numerazione italiana). Appare sulla copertina del volume 43. È un personaggio ricorrente nello spin-off Zero's Tea Time. Azusa ha un carattere gentile e dimostra di avere abbastanza coraggio nello sfidare le autorità per proteggere le persone a cui è legata.

### Midori Kuriyama
Doppiata in giapponese da Asako Dodo, e in italiano da Marcella Silvestri (film 2), Loredana Nicosia (film 4), Renata Bertolas (ep. 286-320 e film 10), Loretta Di Pisa (ep. 358), Cinzia Massironi (ep. 514-580), Francesca Bielli (ep. 640), Jenny De Cesarei (ep. 658), Elena Mancuso (Zero's Tea Time).
Midori Kuriyama (栗山 緑?, Kuriyama Midori) è l'assistente di Eri Kisaki nel suo studio legale. Compare prima nel secondo e nel quarto film, poi nella serie animata (la prima volta negli episodi 264-265, 286-287 secondo la numerazione italiana) e poi nel manga (la prima volta nel file 10 del volume 40, corrispondente all'episodio 333 dell'anime, 358 secondo la numerazione italiana). Appare sulla copertina del volume 51. Compare spesso anche nello spin-off Zero's Tea Time.

### Misae Yamamura
Doppiata in giapponese da Junko Hori, e in italiano da Grazia Migneco (ep. 498), Caterina Rochira (ep. 596-597).
Misae Yamamura (山村 ミサエ?, Yamamura Misae) è la nonna paterna dell'ispettore Misao Yamamura. Appare sulla copertina del volume 52, in quanto è comparsa nel file 10 di questo volume (episodio 458 dell'anime, 499 secondo la numerazione italiana), ma ricompare anche nel volume 63 (file 9-11; episodi 545-546 dell'anime, 596-597 secondo la numerazione italiana). In copertina non è indicato il suo nome di battesimo ma è chiamata "nonna Yamamura" (山村ばあちゃん?, Yamamura-baachan).

### Toichi Kuroba
Doppiato in giapponese da Shūichi Ikeda, e in italiano da Paolo Sesana, Lorenzo Scattorin (Magic Kaito 1412).
Toichi Kuroba (黒羽 盗一?, Kuroba Tōichi, Toichi Kurobane nella versione italiana dell'anime) è il padre di Kaito Kid e portava questo nome prima del figlio. In Detective Conan viene per la prima volta menzionato da un sospettato come il suo prestigiatore preferito, ma solo nell'anime si vede il suo aspetto anche in questa occasione, in quanto compare in un'immagine ferma; in seguito si scopre che presso di lui Yukiko Fujimine e Sharon Vineyard hanno imparato i travestimenti, e lo si vede in una vignetta del manga e in un'altra immagine dell'anime. Compare poi in un flashback in cui si scopre che era un ladro ed a lui è stato dato il nome "Kid" da parte di Yusaku Kudo, che gli dava la caccia, perché era conosciuto come il criminale 1412, e lui lesse questo numero come "Kid". Toichi aveva lanciato una sfida a Yusaku e pare che quest'ultimo conoscesse la sua identità, in quanto gli ha mandato una risposta tramite sua moglie Yukiko, mentre lei credeva che fosse la risposta ad una lettera inviata da un amico di Toichi, fan di Yusaku. Qui si capisce anche che aveva un figlio di nome Kaito. In Detective Conan non si scopre altro sul suo conto e solo nel manga Kaito Kid è narrata più dettagliatamente la sua storia. Nell'anime di Detective Conan viene citato anche nell'episodio 219 (235 secondo la numerazione italiana), solo nella parte di questo episodio che è tratta dal manga Kaito Kid. Appare sulla copertina del volume 55.

### Aoko Nakamori
Doppiata in giapponese da Yukiko Iwai (ep. 76), Minami Takayama (ep. 219 e OAV 4), Ayumi Fujimura (Magic Kaito), M.A.O (Magic Kaito 1412 e film 27), e in italiano da Elisabetta Spinelli, Francesca Bielli (Magic Kaito 1412).
Aoko Nakamori (中森 青子?, Nakamori Aoko) (17 anni) è la compagna di classe di Kaito Kuroba. Nonostante sia un personaggio centrale del manga Kaito Kid, compare solo due volte anche in Detective Conan, nello stesso caso, e più volte se si contano il quarto oav e l'episodio tratto dal manga Kaito Kid (219 della numerazione originale, 235-236 della numerazione italiana; nella versione italiana di tale episodio, l'unico in cui è nominata in Detective Conan, è chiamata Seiko).

### Saguru Hakuba
Saguru Hakuba (白馬 探?, Hakuba Saguru, Saguru Shirama nella versione italiana del decimo film) (17 anni) è un giovane detective che dà la caccia a Kaito Kid. Anch'egli personaggio del manga Kaito Kid, compare tre volte in Detective Conan. Appare sulla copertina del volume 30.

### Konosuke Jii
Konosuke Jii (寺井 黄之助?, Jii Kōnosuke) (61 anni) è il maggiordomo della famiglia Kuroba e il titolare del locale con sala da biliardo "Blue Parrot" di Tokyo. Piuttosto anziano, assisteva nei furti Toichi e ora assiste Kaito. Compare occasionalmente un "complice di Kid", ma il suo volto è raramente visibile per intero; da notare che nell'episodio speciale 515 dell'anime (564 secondo la numerazione italiana) il suo volto, seppur parzialmente oscurato, è disegnato simile a quello di Kaito, mentre nel corrispondente capitolo del manga (file 4 del volume 61) si riconosce chiaramente Jii.
Nel diciannovesimo film di Detective Conan viene raccontata la storia della sua giovinezza durante gli ultimi anni della seconda guerra mondiale. Koyata Yamamoto, un ricco imprenditore, lo assunse come domestico della sua residenza sulla costa di Ashiya e portava già gli occhiali. Il suo primo amore fu Umeno, la giovane governante della casa, ma era segretamente innamorata di Kyōsuke Azuma, assunto dal proprietario come carpentiere, che aveva già una famiglia. Non aveva mai odiato Azuma ed erano sempre stati amici. Un giorno del 1945, Ashiya fu bombardata dagli aerei statunitensi, diventando un inferno di fuoco e fiamme. Quando l'edificio iniziò a bruciare, fu Azuma stesso a tentare di salvare il quadro di Van Gogh sui girasoli di Arles, che era stato fissato al muro per proteggerlo dai ladri, prima che fosse distrutto. Avvolto tra le fiamme del bombardamento, prima di finire carbonizzato al suo posto, affidò il capolavoro a Umeno, confidando che un giorno, in Giappone, il museo di cui parlava il suo maestro Saneatsu Mushanokōji lo mostrerà al mondo intero. Jii assistette all'intera scena, portando in salvo Umeno e il dipinto. Per proteggerlo dalle forze alleate, il dipinto fu spacciato per un'imitazione e poi trasportato in Europa, per essere nascosto in un vecchio cottage ad Arles, nel sud della Francia. Grazie al suo racconto, un anno prima, Kōichi e Kōji, nipoti gemelli di Azuma, lo ritrovarono dopo una lunga ricerca. Durante la mostra dei sette dipinti di girasole sparsi in tutto il mondo, travestito da Zengo Goto, la guardia del corpo di Jirokichi Suzuki, piange felice quando vede sul monitor Umeno commossa rivedendo il dipinto. Ora che i Girasoli di Ashiya sono tornati in Giappone, Azuma può finalmente riposare in pace.

### Kichiemon Samizu
Kichiemon Samizu (三水 吉右衛門?, Samizu Kichiemon) era un costruttore di marionette e meccanismi pericolosi, vissuto negli ultimi anni dello shogunato Tokugawa. Le sue trappole attirano spesso Kaito Kid. Viene citato per la prima volta nel file 7 del volume 46 e nell'episodio 394 (429 secondo la numerazione italiana) dell'anime. Appare sulla copertina del volume 68.

### Hideo Akagi
Doppiato in giapponese da Kōji Tsujitani, e in italiano da Giuseppe Calvetti (ep. 10), Massimo Di Benedetto (film 16).
Hideo Akagi (赤城 秀夫?, Akagi Hideo) (19 anni) è un famoso calciatore giapponese dei Tokyo Spirits. Compare per la prima volta nel caso dal file 8 del volume 7 al file 1 del volume 8 (episodio 10 dell'anime) e ricompare più volte nella serie. Appare sulla copertina del volume 69.

### Fusae Campbell
Doppiata in giapponese da Eiko Masuyama, Chieko Honda (da bambina), e in italiano da Lorella De Luca.
Fusae Campbell (フサエ・キャンベル?, Fusae Kyanberu) è la donna che, quarant'anni prima, era stata aiutata da Hiroshi Agasa, e di cui Agasa bambino si era innamorato. Agasa e Fusae hanno la possibilità di incontrarsi di nuovo, anche se si vedono solo da lontano, dopo che i Detective Boys sono riusciti a decifrare un enigma da lei lasciato in una lettera con cui gli comunicava che l'avrebbe aspettato in un certo luogo ogni dieci anni. In passato, ha incontrato anche Ran. Compare nei file 7-9 del volume 40 (episodi 421-422 dell'anime 456-457 secondo la numerazione italiana) e in seguito viene solo menzionata e mostrata sullo sfondo nel file 2 del volume 90 e nell'episodio 862 dell'anime. Appare sulla copertina del volume 40.

### Kazumi Tsukamoto
Doppiata in giapponese da Hōko Kuwashima (ep. 361-362) e Masayo Kurata (ep. 592), e in italiano da Cinzia Massironi (ep. 393-394), Ilaria Egitto (ep. 643).
Kazumi Tsukamoto (塚本 数美?, Tsukamoto Kazumi) (18 anni) è una studentessa del terzo anno del liceo Teitan. Era capitano della squadra di karate della scuola prima di Ran. Appare nel caso in cui ritorna il vero Araide (dal file 11 del volume 44 al file 2 del volume 45; episodi 361-362 dell'anime, 393-394 secondo la numerazione italiana) e riappare nel file 11 del volume 68 e negli episodi 592-593 dell'anime (643-644 secondo la numerazione italiana). Appare sulla copertina del volume 45.

### Naoki Uemura
Doppiato in giapponese da Kazuki Yao, e in italiano da Simone D'Andrea.
Naoki Uemura (上村 直樹?, Uemura Naoki) (19 anni) è un famoso calciatore giapponese dei Tokyo Spirits, amico e compagno di squadra di Hideo Akagi.

### Ryusuke Higo
Doppiato in giapponese da Takahiro Sakurai, e in italiano da Matteo Zanotti.
Ryusuke Higo (比護 隆佑?, Higo Ryūsuke) (19 anni) è un famoso calciatore giapponese del Big Osaka. Appare sulla copertina del volume 84.

### Maria Higashio
Doppiata in giapponese da Yuri Shiratori, e in italiano da Sabrina Bonfitto.
Maria Higashio (東尾 マリア?, Higashio Maria) (7 anni) è una compagna di classe dei Detective Boys. Compare per la prima volta nei file 5-6 del volume 53 (episodio 460 dell'anime, 501 secondo la numerazione italiana). Appare sulla copertina del volume 53. Compare anche nello spin-off Zero's Tea Time.

### Genji Kojima
Doppiato in giapponese da Akio Nojima, e in italiano da Alessandro Maria D'Errico.
Genji Kojima (小嶋 元次?, Kojima Genji) (32 anni) è il padre di Genta Kojima. Appare solo nel volume 63 (file 6-8; episodi 551-552 dell'anime, 602-603 secondo la numerazione italiana) e nei titoli di coda del Magic File 5. Appare sulla copertina del volume 63.

### Sakurako Yonehara
Doppiata in giapponese da Sakura Tange, e in italiano da Emanuela Pacotto.
Sakurako Yonehara (米原 桜子?, Yonehara Sakurako) (23 anni) è una domestica, nonché amica d'infanzia di Naeko Miike e Kazunobu Chiba. Fin dal loro primo incontro, nota subito che Conan ha una doppia personalità. Appare sulla copertina del volume 87.

### Lupin
Lupin (ルパン?, Rupan) è il fedelissimo cane da compagnia di Jirokichi Suzuki e porta il nome del famoso ladro gentiluomo Arsenio Lupin.

### Goro
Goro (ゴロ?, Goro) è il gatto preferito di Eri Kisaki. Appare sulla copertina del volume 74.

### Taii
Taii (大尉?, Taii) è un gatto calico.

### Katsumasa Ogura
Doppiato in giapponese da Ken Uo, e in italiano da Stefano Albertini.
Katsumasa Ogura (小倉 功雅?, Ogura Katsumasa) (49 anni) è il proprietario di un popolare negozio di spaghetti chiamato "Ramen Ogura". Compare nei file da 3 a 5 del volume 73 (episodi 644-645 dell'anime, 695-696 secondo la numerazione italiana) e nei file da 2 a 4 del volume 88 (episodi 827-828 dell'anime).

### Sayo Ohashi
Doppiata in giapponese da Akiko Hiramatsu, e in italiano da Jenny De Cesarei.
Sayo Ohashi (大橋 彩代?, Ōhashi Sayo) (28 anni) è una lavoratrice part-time presso il "Ramen Ogura". Compare nei file da 3 a 5 del volume 73 (episodi 644-645 dell'anime, 695-696 secondo la numerazione italiana) e nei file da 2 a 4 del volume 88 (episodi 827-828 dell'anime). Appare sulla copertina del volume 88.

### Chikara Katsumata
Doppiato in giapponese da Minoru Inaba.
Chikara Katsumata (勝又 力?, Katsumata Chikara) è un famoso giocatore di shōgi, avversario di Shukichi Haneda. Compare nei file da 6 a 9 del volume 85 (episodi 785-786 dell'anime). Appare sulla copertina del volume 85.

### Takahiro Sanada
Doppiato in giapponese da Hiroyuki Yoshino, e in italiano da Marco Benedetti.
Takahiro Sanada (真田 貴大?, Sanada Takahiro) (18 anni) è un nuovo calciatore giapponese del Big Osaka, compagno di squadra di Ryusuke Higo.

### Nakamichi
Doppiato in giapponese da Takumi Yamazaki (ep. 361) e Tomohiro Tsuboi (ep. 496, 500), e in italiano da ?.
Nakamichi (中道?, Nakamichi) (17 anni) è uno studente del liceo Teitan e compagno di calcio di Shinichi.

### Eisuke Aizawa
Doppiato in giapponese da Tomokazu Seki (ep. 361), e in italiano da ?.
Eisuke Aizawa (会沢 栄介?, Aizawa Eisuke) (17 anni) è uno studente del liceo Teitan e compagno di calcio di Shinichi.

### Takuma Sakamoto
Doppiato in giapponese da Rikako Aikawa, e in italiano da Renata Bertolas (ep. 500), ? (ep. 622).
Takuma Sakamoto (坂本 琢馬?, Sakamoto Takuma) (7 anni) è uno studente della scuola elementare Teitan. Appare insieme alla compagna di classe Maria anche nello spin-off Zero's Tea Time.

### Ryujiro Uematsu
Doppiato in giapponese da Motomu Kiyokawa (ep. 112-889), e in italiano da Vittorio Bestoso (ep. 118), Cesare Rasini (ep. 657).
Ryujiro Uematsu (植松 竜司郎?, Uematsu Ryūjirō) (59 anni) è il preside della scuola elementare Teitan.

### Suguru Itakura
Doppiato in giapponese da Ryūzaburō Ōtomo, e in italiano da Paolo Sesana (ep. 332-333) e Cesare Rasini (ep. 335).
Suguru Itakura (板倉 卓?, Itakura Suguru, nella versione italiana viene chiamato Taku Itakura fino all'episodio 756) (45 anni) è un famoso ingegnere informatico ricattato dall'organizzazione per completare un misterioso software. Viene ucciso da un suo vecchio amico prima di riuscire a sfuggire all'organizzazione.

### Kohji Haneda
Doppiato in giapponese da Hiroki Yasumoto.
Koji Haneda (羽田 浩司?, Haneda Kōji) è il defunto fratello maggiore adottivo di Shukichi Haneda. Era un campione di shōgi proprio come il fratello minore. Fu ucciso diciassette anni prima in un albergo degli Stati Uniti da Rum, il vice capo dell'organizzazione, con un prototipo dell'APTX4869 creato dai coniugi Miyano. Il nome deriva da Kōji Tanigawa, un giocatore di shogi realmente esistente.

### Momiji Ooka
Doppiata in giapponese da Satsuki Yukino.
Momiji Ooka (大岡 紅葉?, Ōoka Momiji) (17 anni) è una studentessa al secondo anno del liceo Senshin di Kyoto, innamorata di Heiji. Appare sulla copertina del volume 98. Sembra essere abbastanza arguta, visto che è riuscita a capire la natura di un trucco usato dal colpevole solamente dopo aver sentito un suono mentre era al telefono con il suo maggiordomo, Muga Iori. La sua famiglia fa parte delle più ricche presentate nell'opera, posizionandosi al terzo posto dopo i Karasuma e i Suzuki. I sentimenti che prova nei confronti di Heiji la mettono in diretta competizione con Kazuha, tuttavia non sembra dimostrare un'antipatia per la ragazza.

### Rumi Wakasa
Doppiata in giapponese da Fumi Hirano.
Rumi Wakasa (若狭 留美?, Wakasa Rumi) (37 anni) è la vice responsabile della classe 1-B della scuola elementare Teitan. Si mostra agli occhi di tutti come gentile e maldestra, ma invece ha un lato più oscuro e misterioso. Ha sul portatile la lista segreta delle persone che hanno assunto l'APTX4869. È oltretutto collegata all'omicidio di Kohji Haneda, in quanto ha ricordi del suo cadavere, e del fatto che porta con sé un pezzo di shogi, portafortuna di Haneda scomparso il giorno del suo omicidio. Appare sulla copertina del volume 91. Dimostra di avere buone capacità deduttive, perché riesce a dare suggerimenti a Conan per risolvere i casi, inoltre è stata capace di dedurre le intenzioni omicide del suo vicino di casa solo guardando lo scontrino della spesa. Dimostra anche di essere fisicamente presentante ed è in grado di battere Amuro in uno scontro fisico. Durante le sue apparizioni è riuscita a scoprire l'utilizzo dell'orologio lancia aghi narcotizzanti di Conan. Ha delle cicatrici sulla parte superiore delle braccia e sulla schiena. Quando ha incontrato Hyoue Kuroda, sembrava che i due si conoscessero già e che non fossero in buoni rapporti. Conan e Ai sospettano che abbia perso l'uso della vista dall'occhio destro e che stia indossando una protesi. Conan inizia anche a sospettare che la sua sbadataggine non sia sempre intenzionale, ma che in alcuni casi sia dovuta alla protesi oculare. Oltre a possedere la lista delle vittime dell'APTX4869, è anche a conoscenza della famiglia Miyano e del loro coinvolgimento. Nonostante i continui ricollegamenti all'organizzazione, non ha alcuna reazione quando vede passare Rum in motorino davanti alla scuola.

### Tsutomu Akai
Doppiato in giapponese da Kōichi Yamadera.
Tsutomu Akai (赤井 務武?, Akai Tsutomu) è il marito di Mary Sera, dunque il padre di Shuichi Akai, Shukichi Haneda e Masumi Sera. Fu coinvolto nel caso dell'omicidio di Koji Haneda e, nelle sue indagini, scomparve nel nulla e il suo corpo non fu mai ritrovato, e non si sa se sia deceduto o meno. Era un agente MI6 assieme alla moglie. Appare sulla copertina del volume 92.

### Muga Iori
Doppiato in giapponese da Daisuke Ono.
Muga Iori (伊織 無我?, Iori Muga) (30 anni) è il maggiordomo della famiglia Ooka. Nonostante ufficialmente il suo ruolo sia quello di maggiordomo, ha dimostrato di avere grandi capacità fisiche e di conoscere le arti marziali, muay thai. Inoltre, riesce a passare inosservato sia da membri della polizia, sia da Conan e Heiji.

### Soshi Okita
Doppiato in giapponese da Kōji Yusa.
Soshi Okita VI (六代目 沖田 総司?, Rokudaime Oikita Sōshi) (17 anni) è uno studente al secondo anno del liceo Senshin di Kyoto, e un compagno di classe di Momiji Ooka. È il nipote dello storico Okita Sōji. Compare sia in Yaiba sia in Detective Conan. Appare sulla copertina del volume 94.

### Takeshi Onimaru
Doppiato in giapponese da Ryō Horikawa (OAV 1), Kenjirō Tsuda (ep. 917).
Takeshi Onimaru (鬼丸 猛?, Onimaru Takeshi) è l'antagonista principale di Yaiba e compare anche in Detective Conan. Appare sulla copertina del volume 93.

### Chiharu Matsubara
Doppiata in giapponese da Omi Minami (ep. 459), e in italiano da Serena Clerici.
Chiharu Matsubara (松原 千春?, Matsubara Chiharu) (7 anni) è una studentessa della scuola elementare Teitan, compagna di classe di Conan, Ai e i Detective Boys. Compare la prima volta nell'episodio 459 della serie televisiva (499 secondo la numerazione italiana), poi in quasi tutti gli episodi ambientati nella sua classe.